# 1775
Portal Geschichte | Portal Biografien | Aktuelle Ereignisse | Jahreskalender | Tagesartikel

◄ |
17. Jahrhundert |
18. Jahrhundert
| 19. Jahrhundert | ►

◄ |
1740er |
1750er |
1760er |
1770er
| 1780er | 1790er | 1800er | ►

◄◄ |
◄ |
1771 |
1772 |
1773 |
1774 |
1775
| 1776 | 1777 | 1778 | 1779 | ► | ►►
Staatsoberhäupter  · Nekrolog · Kunstjahr · Literaturjahr · Musikjahr
| Januar | Januar | Januar | Januar | Januar | Januar | Januar | Januar |
| Kw     | Mo     | Di     | Mi     | Do     | Fr     | Sa     | So     |
| ------ | ------ | ------ | ------ | ------ | ------ | ------ | ------ |
| 52     |        |        |        |        |        |        | 1      |
| 1      | 2      | 3      | 4      | 5      | 6      | 7      | 8      |
| 2      | 9      | 10     | 11     | 12     | 13     | 14     | 15     |
| 3      | 16     | 17     | 18     | 19     | 20     | 21     | 22     |
| 4      | 23     | 24     | 25     | 26     | 27     | 28     | 29     |
| 5      | 30     | 31     |        |        |        |        |        |

| Februar | Februar | Februar | Februar | Februar | Februar | Februar | Februar |
| Kw      | Mo      | Di      | Mi      | Do      | Fr      | Sa      | So      |
| ------- | ------- | ------- | ------- | ------- | ------- | ------- | ------- |
| 5       |         |         | 1       | 2       | 3       | 4       | 5       |
| 6       | 6       | 7       | 8       | 9       | 10      | 11      | 12      |
| 7       | 13      | 14      | 15      | 16      | 17      | 18      | 19      |
| 8       | 20      | 21      | 22      | 23      | 24      | 25      | 26      |
| 9       | 27      | 28      |         |         |         |         |         |

| März | März | März | März | März | März | März | März |
| Kw   | Mo   | Di   | Mi   | Do   | Fr   | Sa   | So   |
| ---- | ---- | ---- | ---- | ---- | ---- | ---- | ---- |
| 9    |      |      | 1    | 2    | 3    | 4    | 5    |
| 10   | 6    | 7    | 8    | 9    | 10   | 11   | 12   |
| 11   | 13   | 14   | 15   | 16   | 17   | 18   | 19   |
| 12   | 20   | 21   | 22   | 23   | 24   | 25   | 26   |
| 13   | 27   | 28   | 29   | 30   | 31   |      |      |

| April | April | April | April | April | April | April | April |
| Kw    | Mo    | Di    | Mi    | Do    | Fr    | Sa    | So    |
| ----- | ----- | ----- | ----- | ----- | ----- | ----- | ----- |
| 13    |       |       |       |       |       | 1     | 2     |
| 14    | 3     | 4     | 5     | 6     | 7     | 8     | 9     |
| 15    | 10    | 11    | 12    | 13    | 14    | 15    | 16    |
| 16    | 17    | 18    | 19    | 20    | 21    | 22    | 23    |
| 17    | 24    | 25    | 26    | 27    | 28    | 29    | 30    |

| Mai | Mai | Mai | Mai | Mai | Mai | Mai | Mai |
| Kw  | Mo  | Di  | Mi  | Do  | Fr  | Sa  | So  |
| --- | --- | --- | --- | --- | --- | --- | --- |
| 18  | 1   | 2   | 3   | 4   | 5   | 6   | 7   |
| 19  | 8   | 9   | 10  | 11  | 12  | 13  | 14  |
| 20  | 15  | 16  | 17  | 18  | 19  | 20  | 21  |
| 21  | 22  | 23  | 24  | 25  | 26  | 27  | 28  |
| 22  | 29  | 30  | 31  |     |     |     |     |

| Juni | Juni | Juni | Juni | Juni | Juni | Juni | Juni |
| Kw   | Mo   | Di   | Mi   | Do   | Fr   | Sa   | So   |
| ---- | ---- | ---- | ---- | ---- | ---- | ---- | ---- |
| 22   |      |      |      | 1    | 2    | 3    | 4    |
| 23   | 5    | 6    | 7    | 8    | 9    | 10   | 11   |
| 24   | 12   | 13   | 14   | 15   | 16   | 17   | 18   |
| 25   | 19   | 20   | 21   | 22   | 23   | 24   | 25   |
| 26   | 26   | 27   | 28   | 29   | 30   |      |      |

| Juli | Juli | Juli | Juli | Juli | Juli | Juli | Juli |
| Kw   | Mo   | Di   | Mi   | Do   | Fr   | Sa   | So   |
| ---- | ---- | ---- | ---- | ---- | ---- | ---- | ---- |
| 26   |      |      |      |      |      | 1    | 2    |
| 27   | 3    | 4    | 5    | 6    | 7    | 8    | 9    |
| 28   | 10   | 11   | 12   | 13   | 14   | 15   | 16   |
| 29   | 17   | 18   | 19   | 20   | 21   | 22   | 23   |
| 30   | 24   | 25   | 26   | 27   | 28   | 29   | 30   |
| 31   | 31   |      |      |      |      |      |      |

| August | August | August | August | August | August | August | August |
| Kw     | Mo     | Di     | Mi     | Do     | Fr     | Sa     | So     |
| ------ | ------ | ------ | ------ | ------ | ------ | ------ | ------ |
| 31     |        | 1      | 2      | 3      | 4      | 5      | 6      |
| 32     | 7      | 8      | 9      | 10     | 11     | 12     | 13     |
| 33     | 14     | 15     | 16     | 17     | 18     | 19     | 20     |
| 34     | 21     | 22     | 23     | 24     | 25     | 26     | 27     |
| 35     | 28     | 29     | 30     | 31     |        |        |        |

| September | September | September | September | September | September | September | September |
| Kw        | Mo        | Di        | Mi        | Do        | Fr        | Sa        | So        |
| --------- | --------- | --------- | --------- | --------- | --------- | --------- | --------- |
| 35        |           |           |           |           | 1         | 2         | 3         |
| 36        | 4         | 5         | 6         | 7         | 8         | 9         | 10        |
| 37        | 11        | 12        | 13        | 14        | 15        | 16        | 17        |
| 38        | 18        | 19        | 20        | 21        | 22        | 23        | 24        |
| 39        | 25        | 26        | 27        | 28        | 29        | 30        |           |

| Oktober | Oktober | Oktober | Oktober | Oktober | Oktober | Oktober | Oktober |
| Kw      | Mo      | Di      | Mi      | Do      | Fr      | Sa      | So      |
| ------- | ------- | ------- | ------- | ------- | ------- | ------- | ------- |
| 39      |         |         |         |         |         |         | 1       |
| 40      | 2       | 3       | 4       | 5       | 6       | 7       | 8       |
| 41      | 9       | 10      | 11      | 12      | 13      | 14      | 15      |
| 42      | 16      | 17      | 18      | 19      | 20      | 21      | 22      |
| 43      | 23      | 24      | 25      | 26      | 27      | 28      | 29      |
| 44      | 30      | 31      |         |         |         |         |         |

| November | November | November | November | November | November | November | November |
| Kw       | Mo       | Di       | Mi       | Do       | Fr       | Sa       | So       |
| -------- | -------- | -------- | -------- | -------- | -------- | -------- | -------- |
| 44       |          |          | 1        | 2        | 3        | 4        | 5        |
| 45       | 6        | 7        | 8        | 9        | 10       | 11       | 12       |
| 46       | 13       | 14       | 15       | 16       | 17       | 18       | 19       |
| 47       | 20       | 21       | 22       | 23       | 24       | 25       | 26       |
| 48       | 27       | 28       | 29       | 30       |          |          |          |

| Dezember | Dezember | Dezember | Dezember | Dezember | Dezember | Dezember | Dezember |
| Kw       | Mo       | Di       | Mi       | Do       | Fr       | Sa       | So       |
| -------- | -------- | -------- | -------- | -------- | -------- | -------- | -------- |
| 48       |          |          |          |          | 1        | 2        | 3        |
| 49       | 4        | 5        | 6        | 7        | 8        | 9        | 10       |
| 50       | 11       | 12       | 13       | 14       | 15       | 16       | 17       |
| 51       | 18       | 19       | 20       | 21       | 22       | 23       | 24       |
| 52       | 25       | 26       | 27       | 28       | 29       | 30       | 31       |

| Januar | Januar | Januar | Januar | Januar | Januar | Januar | Januar |
| Kw     | Mo     | Di     | Mi     | Do     | Fr     | Sa     | So     |
| ------ | ------ | ------ | ------ | ------ | ------ | ------ | ------ |
| 52     |        |        |        |        |        |        | 1      |
| 1      | 2      | 3      | 4      | 5      | 6      | 7      | 8      |
| 2      | 9      | 10     | 11     | 12     | 13     | 14     | 15     |
| 3      | 16     | 17     | 18     | 19     | 20     | 21     | 22     |
| 4      | 23     | 24     | 25     | 26     | 27     | 28     | 29     |
| 5      | 30     | 31     |        |        |        |        |        |

| Februar | Februar | Februar | Februar | Februar | Februar | Februar | Februar |
| Kw      | Mo      | Di      | Mi      | Do      | Fr      | Sa      | So      |
| ------- | ------- | ------- | ------- | ------- | ------- | ------- | ------- |
| 5       |         |         | 1       | 2       | 3       | 4       | 5       |
| 6       | 6       | 7       | 8       | 9       | 10      | 11      | 12      |
| 7       | 13      | 14      | 15      | 16      | 17      | 18      | 19      |
| 8       | 20      | 21      | 22      | 23      | 24      | 25      | 26      |
| 9       | 27      | 28      |         |         |         |         |         |

| März | März | März | März | März | März | März | März |
| Kw   | Mo   | Di   | Mi   | Do   | Fr   | Sa   | So   |
| ---- | ---- | ---- | ---- | ---- | ---- | ---- | ---- |
| 9    |      |      | 1    | 2    | 3    | 4    | 5    |
| 10   | 6    | 7    | 8    | 9    | 10   | 11   | 12   |
| 11   | 13   | 14   | 15   | 16   | 17   | 18   | 19   |
| 12   | 20   | 21   | 22   | 23   | 24   | 25   | 26   |
| 13   | 27   | 28   | 29   | 30   | 31   |      |      |

| April | April | April | April | April | April | April | April |
| Kw    | Mo    | Di    | Mi    | Do    | Fr    | Sa    | So    |
| ----- | ----- | ----- | ----- | ----- | ----- | ----- | ----- |
| 13    |       |       |       |       |       | 1     | 2     |
| 14    | 3     | 4     | 5     | 6     | 7     | 8     | 9     |
| 15    | 10    | 11    | 12    | 13    | 14    | 15    | 16    |
| 16    | 17    | 18    | 19    | 20    | 21    | 22    | 23    |
| 17    | 24    | 25    | 26    | 27    | 28    | 29    | 30    |

| Mai | Mai | Mai | Mai | Mai | Mai | Mai | Mai |
| Kw  | Mo  | Di  | Mi  | Do  | Fr  | Sa  | So  |
| --- | --- | --- | --- | --- | --- | --- | --- |
| 18  | 1   | 2   | 3   | 4   | 5   | 6   | 7   |
| 19  | 8   | 9   | 10  | 11  | 12  | 13  | 14  |
| 20  | 15  | 16  | 17  | 18  | 19  | 20  | 21  |
| 21  | 22  | 23  | 24  | 25  | 26  | 27  | 28  |
| 22  | 29  | 30  | 31  |     |     |     |     |

| Juni | Juni | Juni | Juni | Juni | Juni | Juni | Juni |
| Kw   | Mo   | Di   | Mi   | Do   | Fr   | Sa   | So   |
| ---- | ---- | ---- | ---- | ---- | ---- | ---- | ---- |
| 22   |      |      |      | 1    | 2    | 3    | 4    |
| 23   | 5    | 6    | 7    | 8    | 9    | 10   | 11   |
| 24   | 12   | 13   | 14   | 15   | 16   | 17   | 18   |
| 25   | 19   | 20   | 21   | 22   | 23   | 24   | 25   |
| 26   | 26   | 27   | 28   | 29   | 30   |      |      |

| Juli | Juli | Juli | Juli | Juli | Juli | Juli | Juli |
| Kw   | Mo   | Di   | Mi   | Do   | Fr   | Sa   | So   |
| ---- | ---- | ---- | ---- | ---- | ---- | ---- | ---- |
| 26   |      |      |      |      |      | 1    | 2    |
| 27   | 3    | 4    | 5    | 6    | 7    | 8    | 9    |
| 28   | 10   | 11   | 12   | 13   | 14   | 15   | 16   |
| 29   | 17   | 18   | 19   | 20   | 21   | 22   | 23   |
| 30   | 24   | 25   | 26   | 27   | 28   | 29   | 30   |
| 31   | 31   |      |      |      |      |      |      |

| August | August | August | August | August | August | August | August |
| Kw     | Mo     | Di     | Mi     | Do     | Fr     | Sa     | So     |
| ------ | ------ | ------ | ------ | ------ | ------ | ------ | ------ |
| 31     |        | 1      | 2      | 3      | 4      | 5      | 6      |
| 32     | 7      | 8      | 9      | 10     | 11     | 12     | 13     |
| 33     | 14     | 15     | 16     | 17     | 18     | 19     | 20     |
| 34     | 21     | 22     | 23     | 24     | 25     | 26     | 27     |
| 35     | 28     | 29     | 30     | 31     |        |        |        |

| September | September | September | September | September | September | September | September |
| Kw        | Mo        | Di        | Mi        | Do        | Fr        | Sa        | So        |
| --------- | --------- | --------- | --------- | --------- | --------- | --------- | --------- |
| 35        |           |           |           |           | 1         | 2         | 3         |
| 36        | 4         | 5         | 6         | 7         | 8         | 9         | 10        |
| 37        | 11        | 12        | 13        | 14        | 15        | 16        | 17        |
| 38        | 18        | 19        | 20        | 21        | 22        | 23        | 24        |
| 39        | 25        | 26        | 27        | 28        | 29        | 30        |           |

| Oktober | Oktober | Oktober | Oktober | Oktober | Oktober | Oktober | Oktober |
| Kw      | Mo      | Di      | Mi      | Do      | Fr      | Sa      | So      |
| ------- | ------- | ------- | ------- | ------- | ------- | ------- | ------- |
| 39      |         |         |         |         |         |         | 1       |
| 40      | 2       | 3       | 4       | 5       | 6       | 7       | 8       |
| 41      | 9       | 10      | 11      | 12      | 13      | 14      | 15      |
| 42      | 16      | 17      | 18      | 19      | 20      | 21      | 22      |
| 43      | 23      | 24      | 25      | 26      | 27      | 28      | 29      |
| 44      | 30      | 31      |         |         |         |         |         |

| November | November | November | November | November | November | November | November |
| Kw       | Mo       | Di       | Mi       | Do       | Fr       | Sa       | So       |
| -------- | -------- | -------- | -------- | -------- | -------- | -------- | -------- |
| 44       |          |          | 1        | 2        | 3        | 4        | 5        |
| 45       | 6        | 7        | 8        | 9        | 10       | 11       | 12       |
| 46       | 13       | 14       | 15       | 16       | 17       | 18       | 19       |
| 47       | 20       | 21       | 22       | 23       | 24       | 25       | 26       |
| 48       | 27       | 28       | 29       | 30       |          |          |          |

| Dezember | Dezember | Dezember | Dezember | Dezember | Dezember | Dezember | Dezember |
| Kw       | Mo       | Di       | Mi       | Do       | Fr       | Sa       | So       |
| -------- | -------- | -------- | -------- | -------- | -------- | -------- | -------- |
| 48       |          |          |          |          | 1        | 2        | 3        |
| 49       | 4        | 5        | 6        | 7        | 8        | 9        | 10       |
| 50       | 11       | 12       | 13       | 14       | 15       | 16       | 17       |
| 51       | 18       | 19       | 20       | 21       | 22       | 23       | 24       |
| 52       | 25       | 26       | 27       | 28       | 29       | 30       | 31       |

1775 beansprucht das Königreich Großbritannien die Hoheit über die roten und rosa Gebiete auf dieser Karte, Spanien herrscht über das orange Gebiet westlich des Mississippi River. Die rote Fläche ist das Gebiet der dreizehn Kolonien nach der Proklamation von 1763.

Im Jahr 1775 beginnt mit den Gefechten von Lexington und Concord der Amerikanische Unabhängigkeitskrieg zwischen dem Königreich Großbritannien und den 13 amerikanischen Kolonien. 

## Ereignisse

### Politik und Weltgeschehen

#### Amerikanischer Unabhängigkeitskrieg
- 9. Februar: Die britische Regierung erklärt ihre nordamerikanische Kolonie Massachusetts zur abtrünnigen Provinz. Der Amerikanische Unabhängigkeitskrieg, eine gewaltsame Auseinandersetzung zwischen Großbritannien und seinen Kolonisten in Nordamerika, zieht herauf.
- 8. März: Im Pennsylvania Journal and the Weekly Advertiser erscheint Thomas Paines Abhandlung African Slavery in America, das erste gedruckte Plädoyer für die Freilassung von Sklaven im Lande.

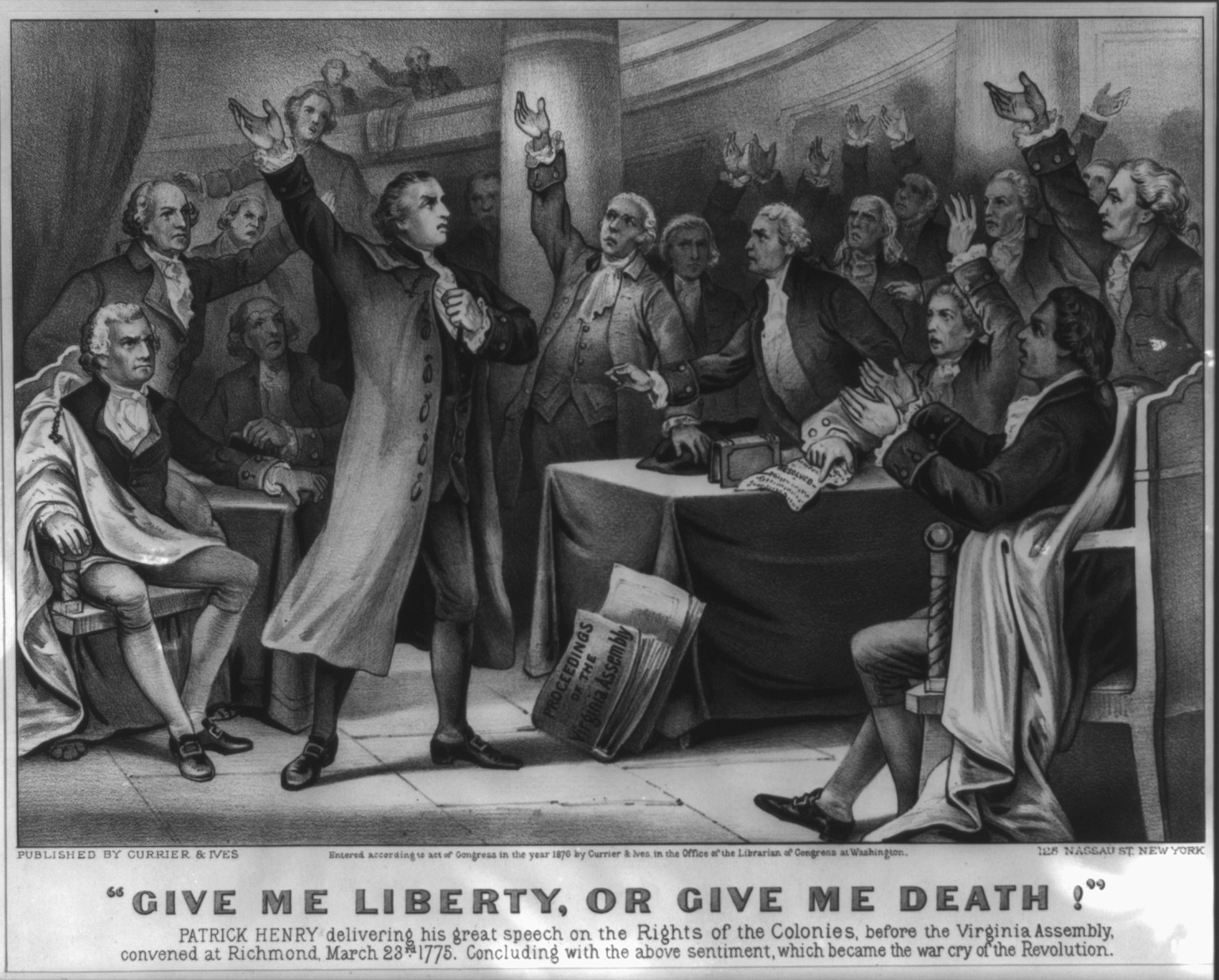
Patrick Henry bei seiner berühmten Rede, Druck von 1776

- 23. März: Der Abgeordnete Patrick Henry hält in der St. John’s Episcopal Church in Richmond vor der Virginia Convention eine Rede, die mit den Worten Give me Liberty, or give me Death! endet. Die Convention stimmt anschließend dafür, dass Virginia Truppen in den Krieg mit England schickt.
- 18./19. April: Paul Revere, William Dawes und Samuel Prescott und einigen anderen Reitern gelingt es, nach einem nächtlichen Ritt nach Lexington und Concord im Auftrag von Joseph Warren die Miliz der Kolonie Massachusetts vor den anrückenden Briten zu warnen.

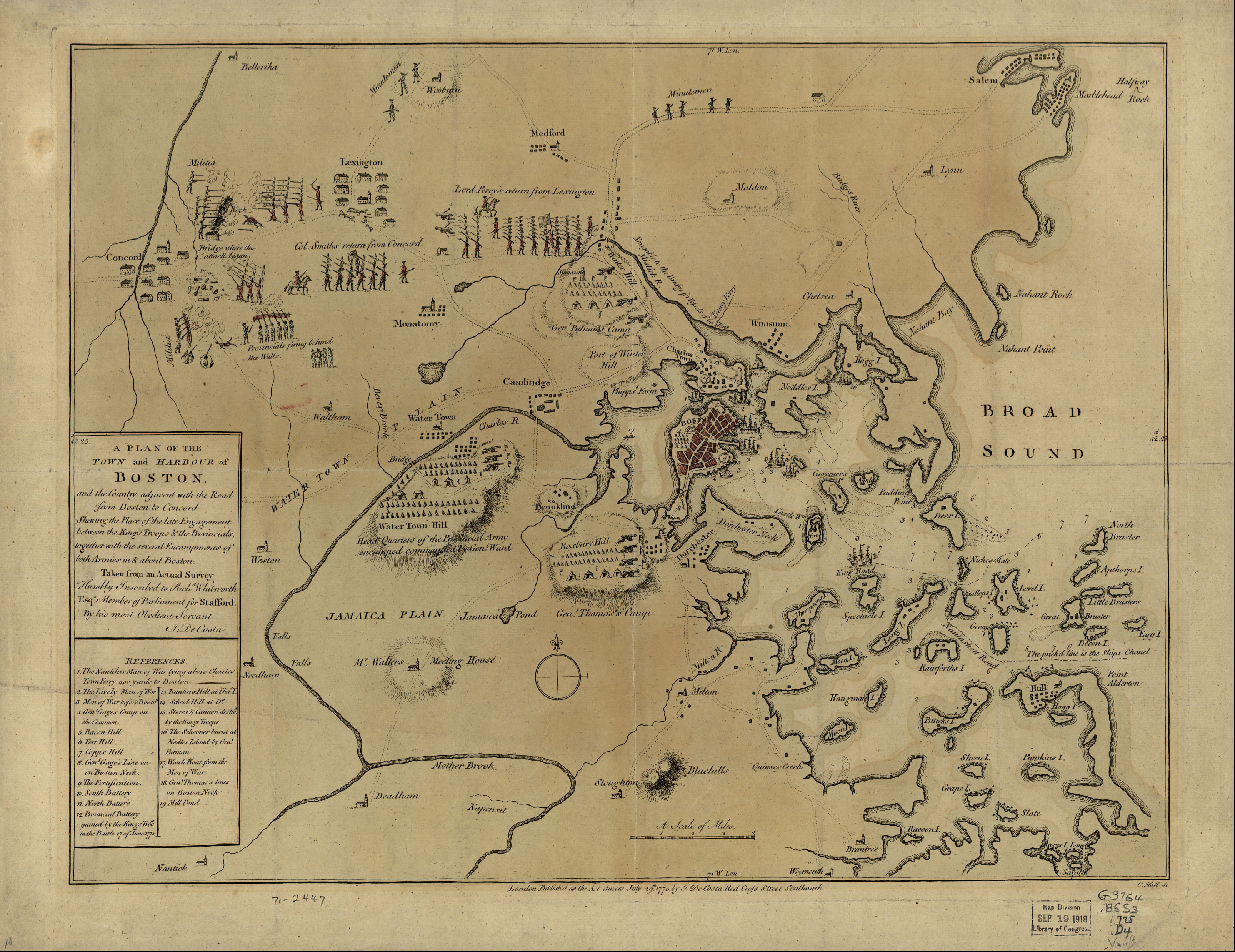
Karte der Belagerung von Boston und der Gefechte von Lexington und Concord

- 19. April: Der Amerikanische Unabhängigkeitskrieg zwischen dem Königreich Großbritannien und den Dreizehn Kolonien beginnt mit den Gefechten von Lexington und Concord. Die British Army hat den Befehl, militärische Vorräte zu beschlagnahmen beziehungsweise zu zerstören. Die durch Spionage vorgewarnten amerikanischen „Patrioten“ haben diese jedoch bereits in Sicherheit gebracht. Rebellierende Minutemen fügen den Briten teils schwere Verluste zu. Die Gefechte sind in Amerika bekannt als „shot heard ’round the world“ („Der Schuss, der um die ganze Welt gehört wurde“). In der folgenden Nacht beginnt die Belagerung von Boston durch koloniale Milizen unter Artemas Ward.
- 10. Mai: Der Zweite Kontinentalkongress in den amerikanischen Kolonien tritt in Philadelphia zusammen. Die Schaffung einer gemeinsamen Armee wird beschlossen.
- 10. Mai: In der Schlacht von Ticonderoga wird die 52 Mann starke britische Besatzung des gleichnamigen Forts von aufständischen Kolonisten unter Ethan Allen und Benedict Arnold gefangen genommen. Es fällt nur ein einziger Schuss und niemand wird beim Kampf ernsthaft verletzt. Nach diesem Erfolg autorisiert der Kontinentalkongress im Juni General Philip Schuyler, eine Invasion in Kanada zu beginnen.
- 20. Mai: In Charlotte im Mecklenburg County von North Carolina wird angeblich die Mecklenburg Declaration of Independence unterzeichnet. Mit großer Wahrscheinlichkeit handelt es sich hierbei um ein sagenhaftes Ereignis.
- 31. Mai: Das Mecklenburger Sicherheitskomitee verabschiedet die Mecklenburg Resolves, mit denen alle Gesetze, die vom britischen König oder dem Parlament stammen, für ungültig erklärt werden.
- 15. Juni: George Washington, ein Plantagenbesitzer aus Virginia, wird zum Oberbefehlshaber des neu gegründeten Kontinentalheeres gewählt.

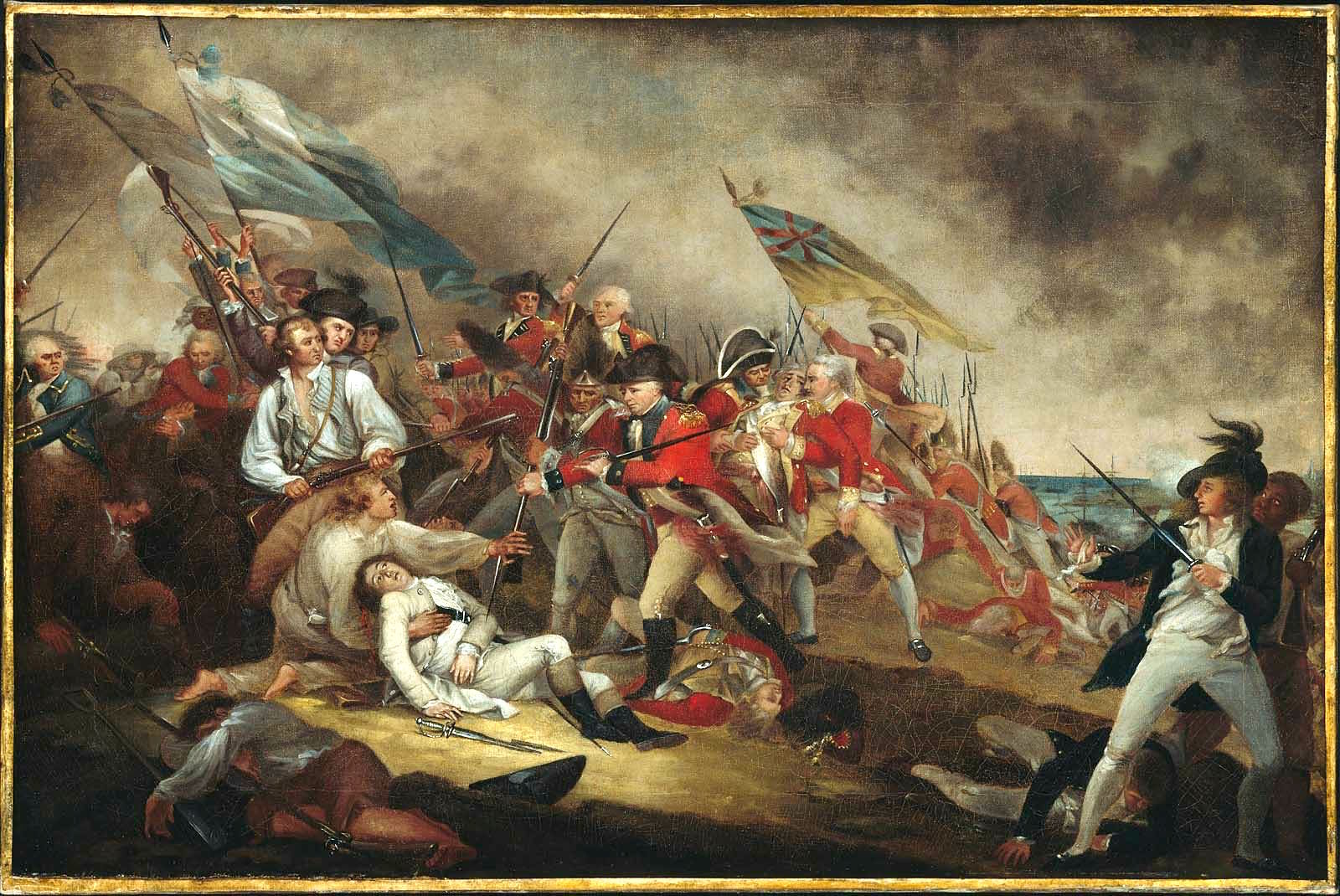
Der Tod von General Warren in der Schlacht von Bunker Hill, Gemälde von John Trumbull

- 17. Juni: Im Kampf um Boston kommt es zur Schlacht von Bunker Hill. Die britische Armee unter William Howe überquert den Mystic River und vertreibt die amerikanischen Milizen aus den befestigten Stellungen an Bunker Hill und Breed’s Hill. Es ist jedoch ein Pyrrhussieg für Howe. Das unmittelbare Ziel wird erreicht, aber der Angriff demonstriert den amerikanischen Durchhaltewillen, verursacht beträchtliche britische Verluste und verändert den Status der Belagerung nicht.

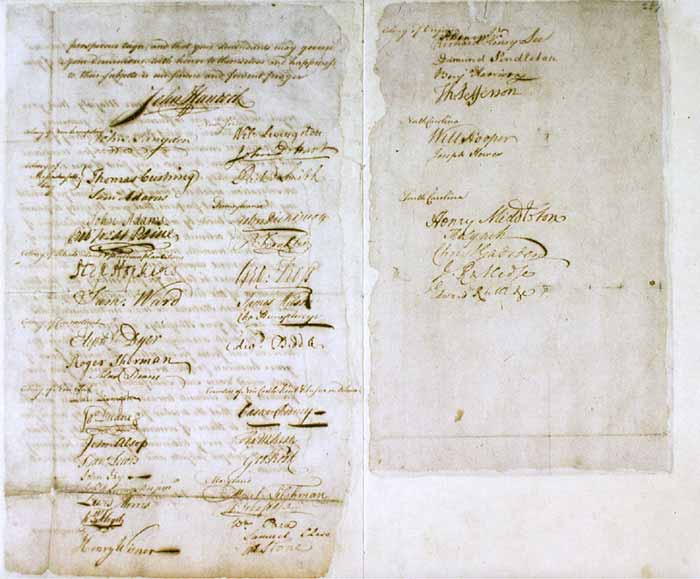
Unterschriften unter der Palmzweigpetition

- 5. Juli: Die sogenannte Palmzweigpetition ist ein letzter Appell des Zweiten Kontinentalkongresses der 13 amerikanischen Kolonien an den britischen König George III., unter dem Schlagwort No taxation without representation die Wirtschafts- und Steuerpolitik des britischen Mutterlandes diesen Kolonien gegenüber zu ändern. Der Appell erreicht London am 14. August, wird von George III. jedoch nicht zur Kenntnis genommen. Das Verhalten des Königs bestärkt die Vertreter der Unabhängigkeitsbewegung, während die Befürworter eines Ausgleichs nunmehr auf einsamen Posten stehen oder ihre Meinung zugunsten der offenen Rebellion ändern.
- 6. Juli: Der Zweite Kontinentalkongress verabschiedet die Declaration of the Causes and Necessity of Taking Up Arms, die von John Dickinson auf der Grundlage eines Entwurfs von Thomas Jefferson verfasst worden ist. Darin werden die Gründe formuliert, warum die 13 Kolonien zu den Waffen greifen. Wie in der Palmzweigpetition vermeidet der Kontinentalkongress eine direkte Kritik an König George III.
- 26. Juli: Benjamin Franklin wird vom amerikanischen Kontinentalkongress zum Generalpostmeister bestimmt und soll das Postwesen innerhalb der 13 englischen Kolonien organisieren. Der United States Postal Service wird gegründet.

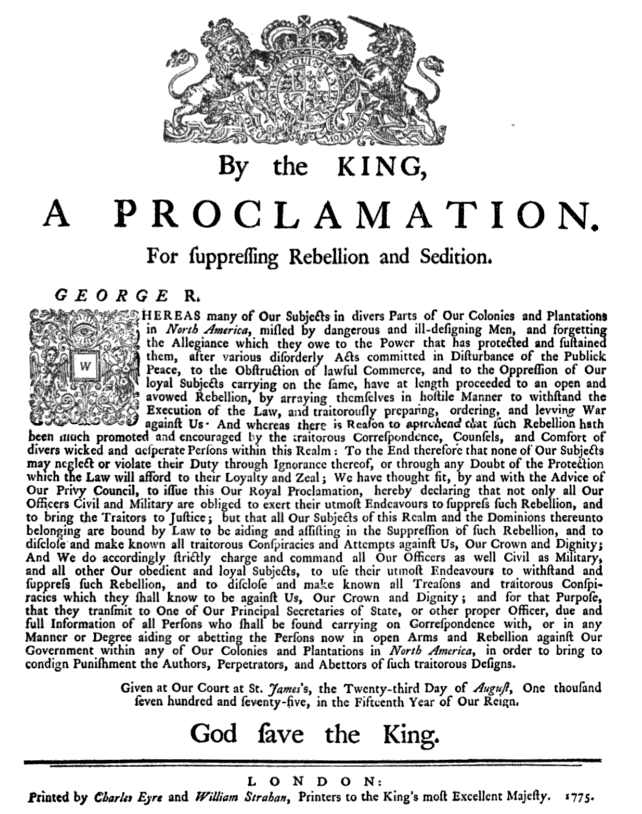
Proclamation of Rebellion, Druck von 1775

- 23. August: Mit der Proclamation of Rebellion stellt die britische Regierung unter König Georg III. fest, dass sich die Dreizehn Kolonien im Zustand der offenen Rebellion gegen die Krone befinden. Die britischen Amtsträger werden aufgefordert, „bis zum Äußersten zu gehen, um einer solchen Rebellion Widerstand zu leisten und sie zu unterdrücken“. Die Proklamation fordert darüber hinaus die Untertanen im gesamten Britischen Weltreich einschließlich derjenigen im Vereinigten Königreich selbst auf, jeden, der „verräterischen Schriftverkehr mit den Rebellen weiterverbreite“, zur Bestrafung anzuzeigen.

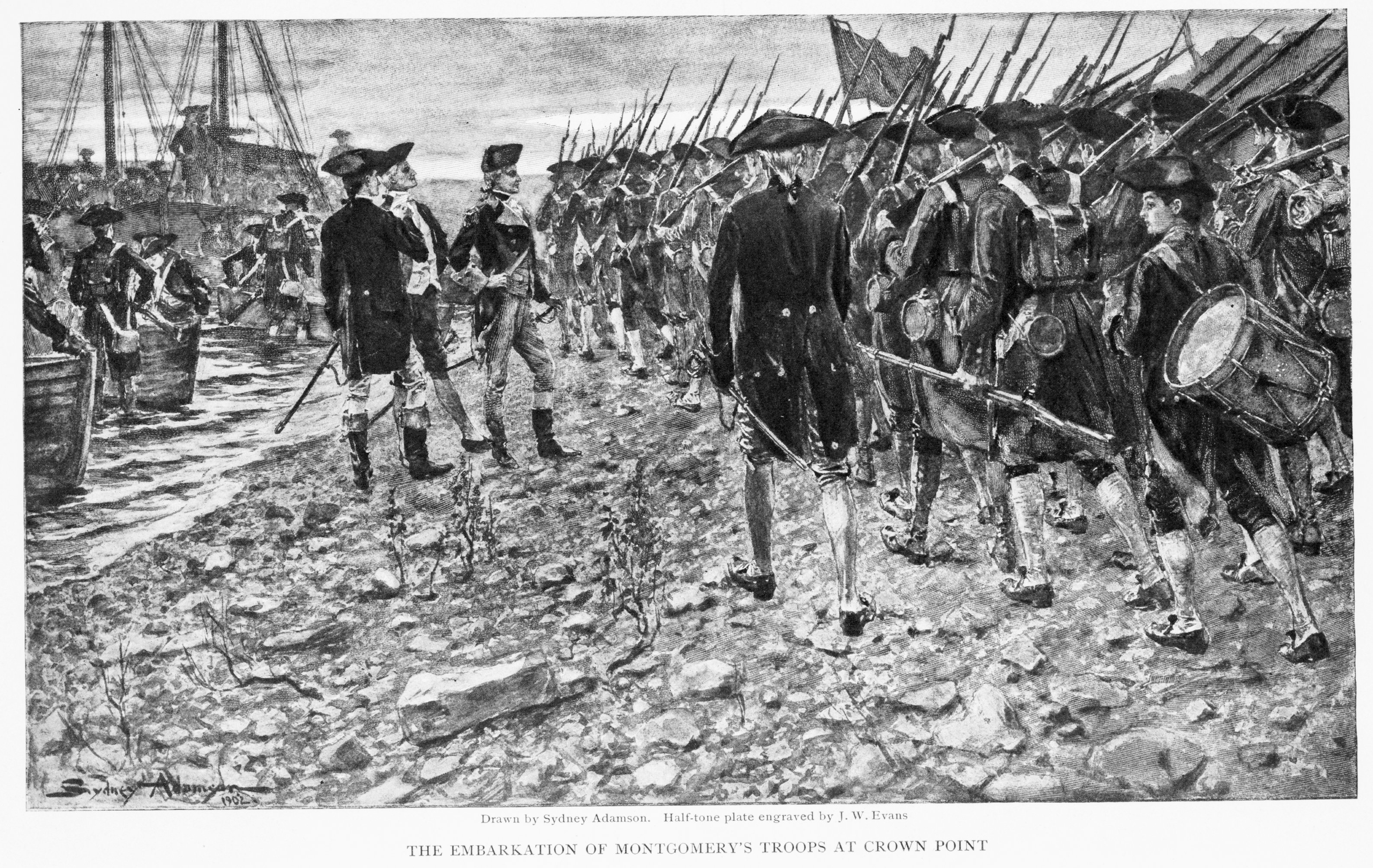
Die Einschiffung von Montgomerys Truppen bei Crown Point, gezeichnet von Sydney Adamson, Rasterdruck graviert von J.W. Evans

- 28. August: Die Generäle Richard Montgomery und Philip Schuyler beginnen mit dem Versuch einer amerikanischen Invasion von Kanada.
- 27. Oktober: George III. hält eine Thronrede vor dem Parlament. Darin lässt er durchscheinen, dass die Regierung die Absicht habe, die Krise mit Waffengewalt zu beenden. Zu diesem Zweck wolle sie sogar „freundliche Hilfsangebote aus dem Ausland“ in Betracht ziehen, um die Rebellion zu unterdrücken, ohne dass Brite gegen Brite kämpfen müsse. Eine proamerikanische Minderheit im Parlament warnt daraufhin die Regierung davor, die Kolonisten in die Unabhängigkeit zu drängen.

Invasionsrouten von Montgomery und Arnold in Kanada

- 2. November: Richard Montgomery erobert das britische Fort St. John in Kanada. Die dafür notwendige 45-tägige Belagerung trägt aber entscheidend zur Schwächung seiner Truppen bei, auch wenn er am 13. November praktisch kampflos Montreal übernehmen kann, wo die Aufständischen zunächst als Befreier begrüßt werden.

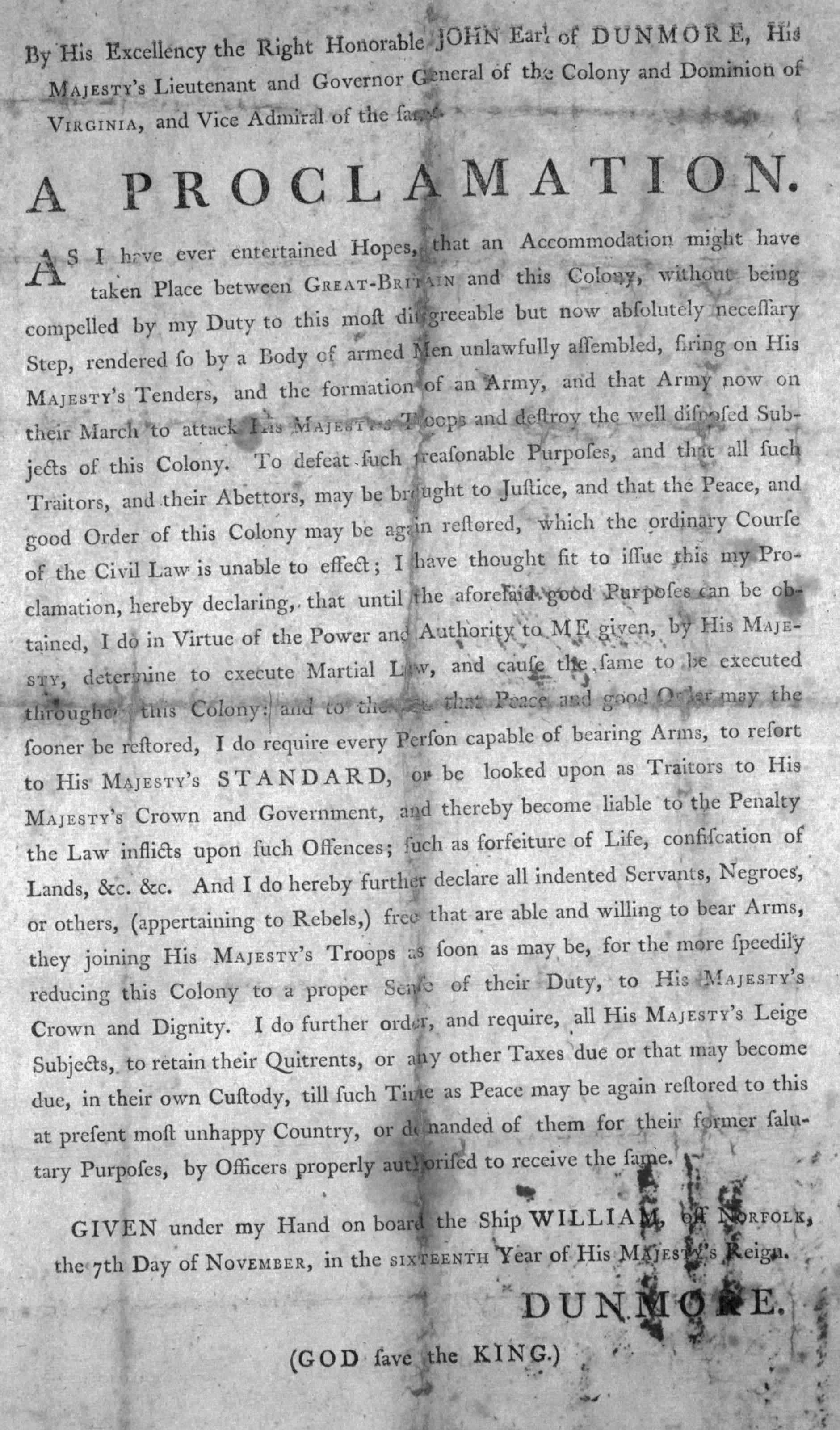
Dunmores Proklamation

- 7. November: John Murray, 4. Earl of Dunmore, königlicher Gouverneur der britischen Kolonie Virginia, unterzeichnet Dunmores Proklamation. Darin verspricht er denjenigen im Besitz aufständischer Kolonisten befindlichen Sklaven die Freiheit, die ihren Eigentümern entfliehen und sich den königlichen Streitkräften anschließen, um Schwarze Loyalisten zu werden. Die offiziell am 15. November verkündete Proklamation veranlasst nach ihrer Veröffentlichung zwischen 800 und 2000 Sklaven sich durch Flucht der Herrschaft ihrer Eigentümer zu entziehen und sich bei den Truppen von Lord Dunmore für den Kriegsdienst zu melden. Diese werden im sogenannten Ethiopian Regiment organisiert. Der zweite Virginia-Konvent reagiert darauf am 14. Dezember mit einer unmissverständlichen Erklärung, in der angekündigt wird, dass alle flüchtigen Sklaven, die sich nicht innerhalb von 10 Tagen ergeben, hingerichtet werden würden.
- 10. November: Durch Beschluss des 2. Kontinentalkongresses wird mit den Continental Marines der Vorgänger des United States Marine Corps gegründet.
- Am 6. Dezember verabschiedet der Kontinentalkongress eine Antwort auf die Proclamation of Rebellion. Während die Delegierten ihre Loyalität zur Krone bekräftigen, betonen sie zugleich, dass das britische Parlament keine politische Autorität über die Kolonien ausüben könne, da diese nicht demokratisch repräsentiert seien.
- 9. Dezember: In der Schlacht von Great Bridge siegen die amerikanischen Patrioten, erobern wenig später Norfolk und vertreiben die Briten anschließend aus Virginia.

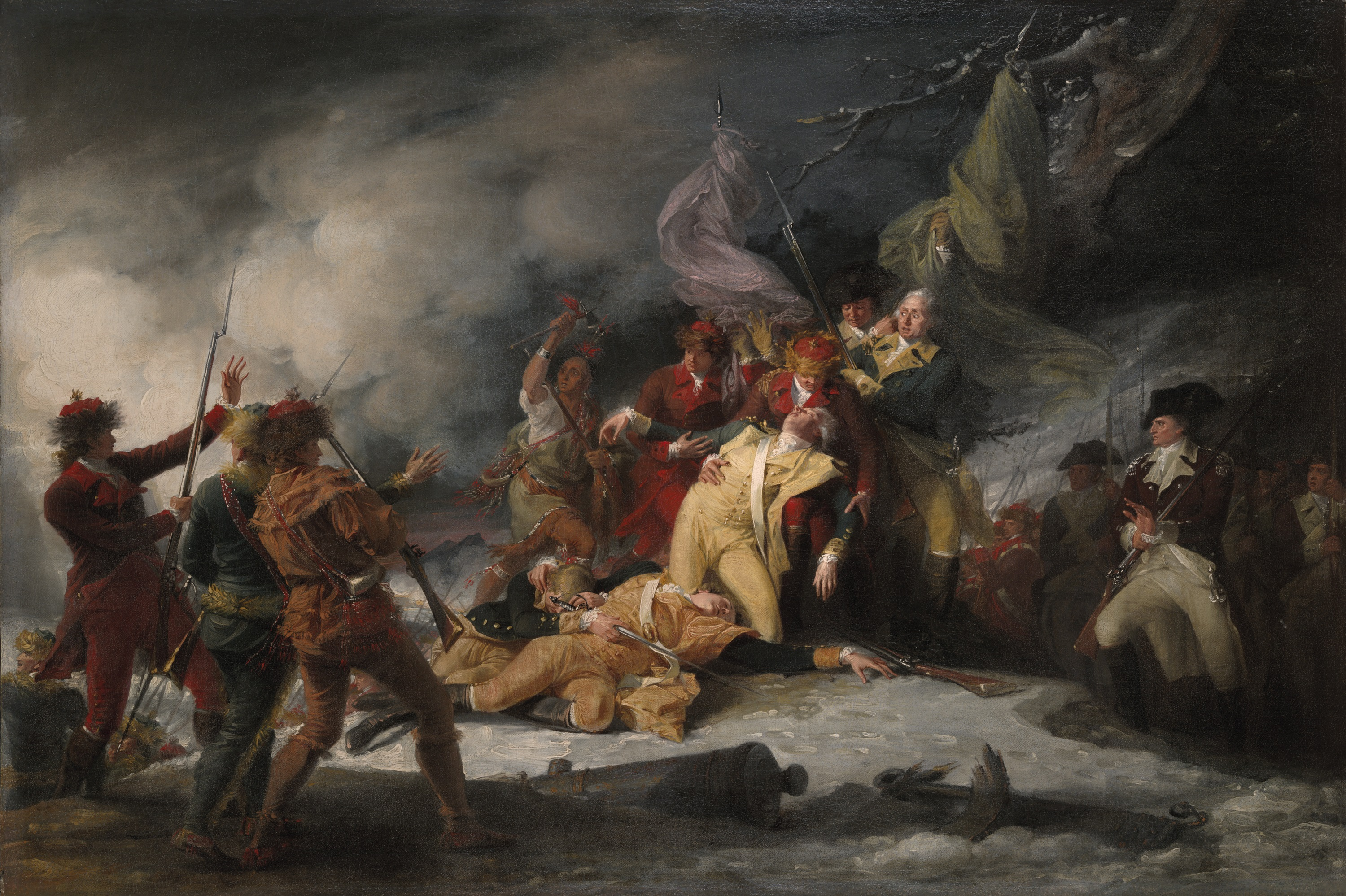
Der Tod von General Montgomery in der Schlacht von Québec

- 31. Dezember: Die Briten besiegen in der Schlacht von Québec amerikanische Truppen und verhindern damit die Eroberung Kanadas im Amerikanischen Unabhängigkeitskrieg. General Montgomery kommt in der Schlacht ums Leben. Er gilt als der erste und höchstrangige General der amerikanischen Streitkräfte, der je in einem Gefecht getötet wurde.

#### Weitere Ereignisse in Amerika
- Vizekönig Antonio María de Bucareli y Ursúa entsendet weitere Expeditionen von Neuspanien aus nach Oberkalifornien um Kalifornien für die spanische Krone in Besitz zu nehmen. Am 16. März verlassen zwei Schiffe unter dem Befehl von Bruno de Heceta und Juan Francisco de la Bodega y Quadra den Ort San Blas an der mexikanischen Pazifikküste Richtung Norden. An Bord befindet sich unter anderem der Lotse Juan José Pérez Hernández, der bereits im Vorjahr eine Expedition geleitet hat. Dabei erkundet die Expedition die Küste des heutigen Kaliforniens und entdeckt rund 85 km nördlich der Bucht von San Francisco die Bodega Bay, die nach Bodega y Quadra benannt ist.
- Am 14. Juli kommt es zu Zusammenstößen mit Einheimischen, wobei mehrere Seeleute ums Leben kommen. Außerdem brechen Krankheiten an Bord aus. Am 29. Juli trennt sich daher die Expedition und Heceta kehrt nach Süden zurück, während Quadra und sein Steuermann Francisco Mourelle weiter nach Norden fahren. Sie entdecken in Alaska den Bucareli Sound im Alexanderarchipel, den sie nach dem Vizekönig benennen. Die Expedition ist wahrscheinlich ursächlich für die folgende Pockenepidemie an der Pazifikküste Nordamerikas (siehe unter Katastrophen). Beide Schiffe erreichen noch im gleichen Jahr wieder Monterey und San Blas.
- 5. August: Der spanische Seefahrer Juan de Ayala durchfährt als erster Europäer das Golden Gate in die heutige Bucht von San Francisco und ankert vor einer Insel, der er den Namen Isla de los Angeles gibt.
- 20. August: Spanier unter der Leitung von Hugo O’Conor gründen mit dem Bau eines Presidios die Stadt Tucson.
- 22. Oktober: Juan Bautista de Anza unternimmt mit einem Treck von 240 Kolonisten, überwiegend Frauen und Kinder, und einigen Missionaren sowie 1.000 Stück Vieh eine neuerliche Expedition von Tubac Richtung Kalifornien. Der Treck führt zunächst nach Nordwesten über die Gegend von Tucson und Gila Bend an den Colorado River in das Stammesgebiet der Yuma. Zwei Missionare bleiben bei den Yuma und gründen eine kleine Mission. Vom Colorado aus führt der Weg der Expedition weiter nach Westen durch die Sonora-Wüste.

#### Russland
- 21. Januar: Mit der Hinrichtung Jemeljan Pugatschows endet auch der von ihm angeführte, seit 1773 andauernde russische Bauernkrieg.

#### Heiliges Römisches Reich
- 4. April: In Kempten steht Anna Maria Schwegelin als Angeklagte im letzten Hexenprozess auf dem Gebiet des heutigen Deutschlands vor Gericht und erhält ein Todesurteil, das jedoch wegen eines Aufschubs durch Fürstabt Honorius Roth von Schreckenstein unter dem Einfluss seines Beichtvaters Anton Kramer am 11. April nicht vollstreckt wird. Anna Maria Schwegelin bleibt bis zu ihrem Tod 1781 im Gefängnis. Sie ist das letzte Opfer der Hexenverfolgung auf deutschem Boden.

#### Frankreich
- 27. April: Hohe Preise führen im französischen Beaumont-sur-Oise zu Plünderungen auf dem Getreidemarkt. In der Bevölkerung gärende Unruhe über Brotpreise greift um sich und der regionale Aufstand reicht bis an die Vororte von Paris heran. Militär schlägt den Mehlkrieg in der Folge nieder. König Ludwig XVI. weist später die Rückkehr vom privaten zum staatlichen Handel an.

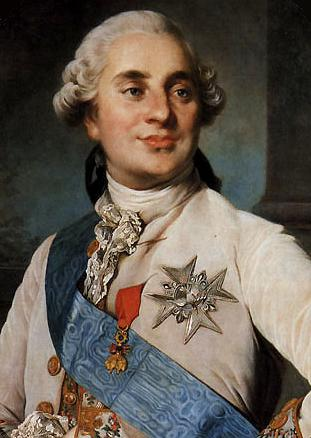
Ludwig XVI. 1775, Gemälde von Joseph Siffred Duplessis

- 11. Juni: Der französische König Ludwig XVI. wird in der Kathedrale von Reims gekrönt.

#### Malta
- 8. September: Der Aufstand der Priester gegen den Johanniterorden auf Malta wird innerhalb weniger Stunden erstickt. Die Rebellen werden gefangen genommen und teils hingerichtet, teil exiliert oder eingekerkert.

#### Habsburgische Länder
- 2. November: Durch eine Urkunde Maria Theresias wird Siebenbürgen weitgehend autonom und von eigenen Fürsten nach eigenen Gesetzen regiert.
- Die Schrift Über Abschaffung der Tortur des Aufklärers Joseph von Sonnenfels trägt maßgeblich zur Abschaffung der Folter in den österreichischen Erblanden im nächsten Jahr bei.

#### Asien
- 6. März: Die Britische Ostindien-Kompanie schließt mit Raghunathrao, der kurz zuvor den Thron im Marathenreich usurpiert hat, den Vertrag von Surat. Raghunathrao überträgt der Company darin im Gegenzug für militärische Unterstützung Reichsgebiete ab. Der Vertrag ist Auslöser für den Ersten Marathenkrieg.
- Ein neuerlicher Siamesisch-Birmanischer Krieg beginnt, als das kürzlich neu gegründete siamesische Königreich Thonburi unter Taksin mit Unterstützung von Lan Na gegen das birmanische Königreich Ava marschiert. Gegen heftigen Widerstand der Truppen von Hsinbyushin aus der Konbaung-Dynastie erobern die Siamesen im Mai die birmanische Hauptstadt Chiang Mai.

#### James Cooks Weltreise
- 14. Januar: Auf James Cooks zweiter Südseereise entdeckt der Seemann Thomas Willis im Südatlantik eine Inselgruppe, die ihm zu Ehren Willisinseln genannt wird.
- 17. Januar: Geschichte Südgeorgiens und der Südlichen Sandwichinseln: In Begleitung des deutschen Naturforschers Georg Forster nimmt der Entdecker James Cook die antarktische Insel Südgeorgien für das Vereinigte Königreich in Besitz.
- 18. Januar: Im Südatlantik wird von James Cook die unbewohnte Cooper-Insel gesichtet. In der Folge sichtet er auch die Inselgruppe der Südlichen Sandwichinseln.
- James Cook vermutet Land am Südpol, doch entdeckt er die Antarktis nicht.
- 30. Juli: Über die Azoren kehrt die Expedition nach England zurück. Von den 112 Mann Besatzung sind unterwegs nur vier gestorben.

### Wirtschaft

#### Patente
- Der englische Erfinder Alexander Cumming erhält ein Patent für seine Ausführung eines Wasserklosetts.
- Der englische Textilindustrielle Richard Arkwright erhält ein Patent auf die Karde. Im selben Jahr meldet er die Streckbank zum Patent an, die in der Textilindustrie zum Vorspinnen des Kardenbandes aus Baumwolle dient.

#### Unternehmensgründungen
- 15. April: Der Grundstein für die von Claude-Nicolas Ledoux geplante Königliche Saline in Arc-et-Senans wird gelegt.
- 1. Mai: Der Chemiker Frantz Heinrich Müller gründet in Kopenhagen die Königliche Porzellanmanufaktur. Das junge Unternehmen wird zunächst mit der Zusage eines Monopols auf 50 Jahre staatlich gefördert. Das Patronat übernimmt die Königinwitwe Juliane Marie.

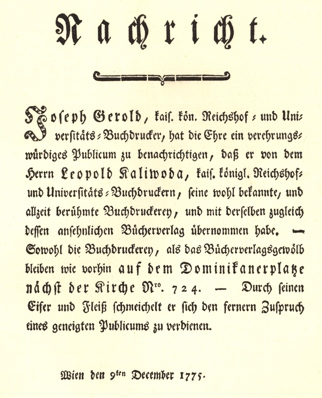
Anzeige im „Wienerischen Diarium“ am 9. Dezember 1775

- In Wien wird am 9. Dezember im Wienerischen Diarium die Gründung von Carl Gerold’s Sohn Verlag,  des ältesten Verlagshauses Österreichs angezeigt.
- Der Uhrmacher Abraham Louis Breguet eröffnet in Paris eine Werkstatt und legt damit den Grundstein für die Uhrenmanufaktur Breguet.

#### Verkehr

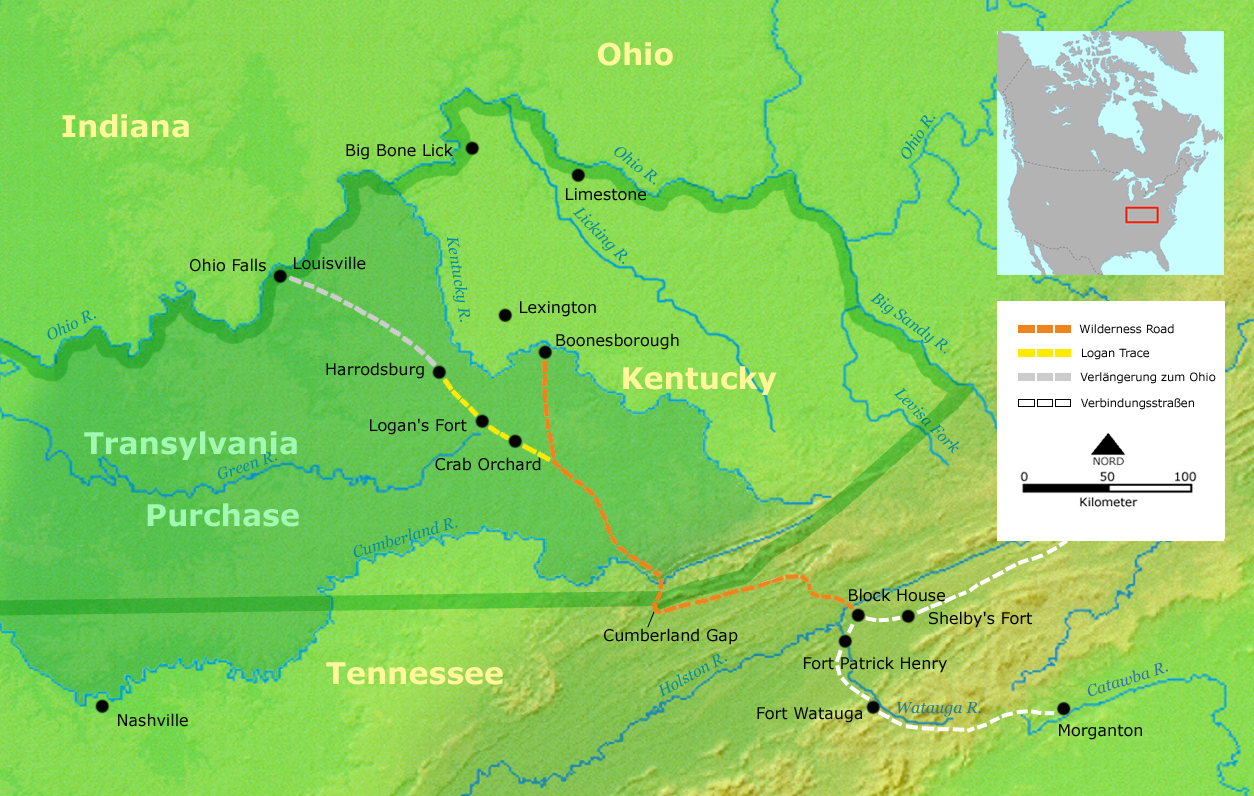
Die Wilderness Road

- ab 10. März: Daniel Boone legt im Auftrag der Transylvania Company die Wilderness Road von Fort Chiswell in Virginia durch das Cumberland Gap ins zentrale Kentucky an.

### Wissenschaft und Technik

#### Historiographie
- In China wird die erste Gesamtausgabe der 24 Dynastiegeschichten herausgegeben.

#### Naturwissenschaften
- 11. April: Im Sternbild Haar der Berenike entdeckt Wilhelm Herschel die Galaxien NGC 4393 und NGC 4889.
- Leonhard Euler formuliert das Drehimpuls-Gesetz.
- Alessandro Volta perfektioniert den Elektrophor (Influenzmaschine) von Johan Carl Wilcke.

#### Lehre und Forschung
- In Florenz wird am 21. Februar auf Veranlassung von Großherzog Peter Leopold das Imperial Regio Museo di Fisica e Storia Naturale (Kaiserlich-Königliches Museum für Physik und Naturkunde) eröffnet. Das heute als La Specola bekannte Museum gilt als ältestes wissenschaftliches Museum in Europa und ist vor allem durch seine Sammlung anatomischer Wachsmodelle aus dem 18. und 19. Jahrhundert über Florenz hinaus bekannt. Erster Direktor wird Felice Fontana.
- Gründung der Bergakademie, heute Technische Universität Clausthal
- Der englische Universalgelehrte Henry Baker stiftet den Wissenschaftspreis Bakerian Lecture. Erster Preisträger ist der irische Chemiker und Mineraloge Peter Woulfe.

#### Technische Errungenschaften
- James Watt verbessert die Dampfmaschine in einem Maße, dass sie wirtschaftlich rentabel eingesetzt werden kann.

### Kultur

#### Musik und Theater
Siehe auch Musikjahr 1775
- 13. Januar: Das dramma giocoso La finta giardiniera von Wolfgang Amadeus Mozart wird in München uraufgeführt.
- 27. Januar: Die Uraufführung des Melodrams Ariadne auf Naxos von Georg Anton Benda findet in Gotha statt.

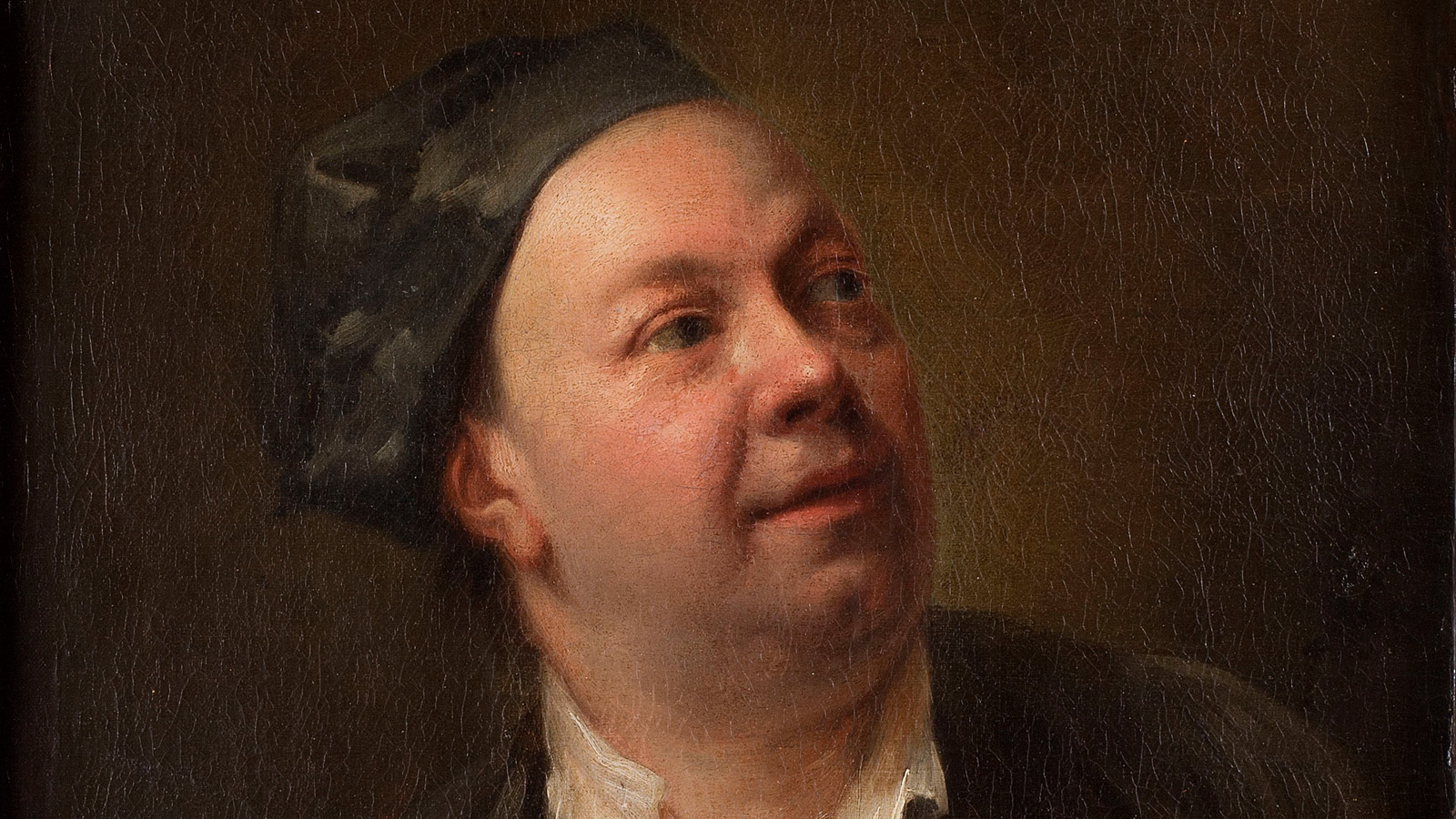
Der erste Figaro: Préville

- 23. Februar: Die vieraktige Komödie Le barbier de Séville von Pierre-Augustin Caron de Beaumarchais wird nach zweijähriger Verzögerung an der Comédie-Française uraufgeführt. Pierre-Louis Dubus, genannt Préville, ist der erste Darsteller des Figaro. Nachdem das Stück durchgefallen ist, reduziert man es um einen Akt, worauf die nächste Vorstellung drei Tage später zum Triumph wird. Das Werk wird ein internationaler Erfolg und dient unter anderem als Vorlage für die Oper Il barbiere di Siviglia von Gioacchino Rossini.
- 23. April: Die opera seria Il re pastore von Wolfgang Amadeus Mozart mit dem Libretto von Pietro Metastasio hat ihre Uraufführung in Salzburg.
- 1. Mai: Das Melodram Medea von Georg Anton Benda hat seine Uraufführung in Leipzig.
- 29. August: Die Uraufführung der Oper L’incontro improvviso (Die unverhoffte Zusammenkunft) von Joseph Haydn mit einem Libretto von Karl Frieberth findet in Esterház statt.
- Der deutsche Dichter Matthias Claudius veröffentlicht das Rheinweinlied.
- Der anglikanische Geistliche Augustus Montague Toplady veröffentlicht das geistliche Lied Rock of Ages.

#### Sonstiges

Gloriette im Schlosspark Schönbrunn

- Im Schlosspark von Schönbrunn bei Wien wird nach Plänen von Johann Ferdinand Hetzendorf von Hohenberg die Gloriette errichtet.
- Die von Joseph von Sonnenfels herausgegebene moralische Wochenschrift Der Mann ohne Vorurtheil wird eingestellt.

### Gesellschaft

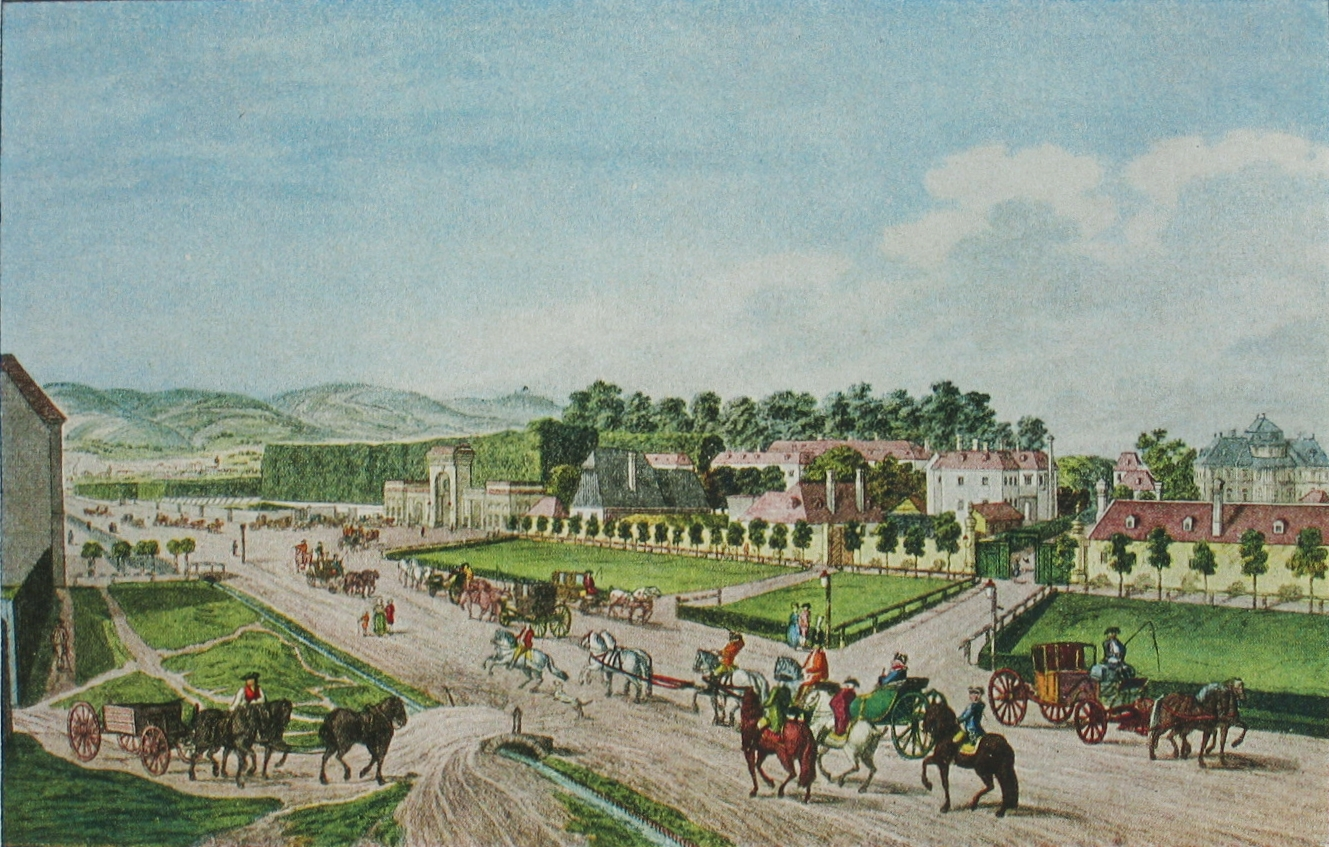
Kupferstich vom Eingang des Augartens um 1782

- 1. Mai: Nach der Öffnung des Wiener Praters für die Öffentlichkeit im Jahre 1766 wird auch der Augarten in Wien von Kaiser Joseph II. der Allgemeinheit zugänglich gemacht. Anlässlich dieses Ereignisses werden auch Nachtigallen ausgesetzt und deren Jagd unter Strafe gestellt. Der Eingang, dessen Hauptportal im selben Jahr von Isidore Canevale errichtet wird, wird von Militär bewacht und im Gelände selbst sind Invalide für die Wahrung der Ordnung zuständig.

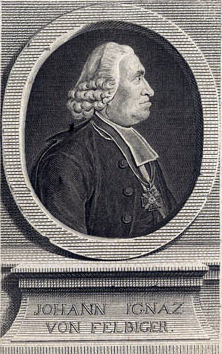
Johann Ignaz Felbiger

- Johann Ignaz von Felbiger entwickelt die erste gesamtösterreichische Schulschrift.
- In London wird der Royal Thames Yacht Club gegründet, einer der ältesten Segelvereine Großbritanniens. Prince Henry, Duke of Cumberland and Strathearn, jüngerer Bruder von König George III., stifte anlässlich der Gründung einen Silberpokal für eine Segelregatta auf der Themse. Aus dieser Zeit stammt der alternative Name des Clubs, die Cumberland Fleet.

### Religion
- 15. Februar: Giovanni Angelo Graf Braschi wird nach viermonatigem Konklave zum Papst gewählt und nimmt den Namen Pius VI. an. Sein erster Akt ist die Unterzeichnung der päpstlichen Bulle Editto sopra gli Ebrei.
- 25. August: Die barocke evangelische Ludwigskirche in Saarbrücken wird eingeweiht.

### Katastrophen
- 6. Juli: Das Große Feuer von Dorpat zerstört einen großen Teil der Innenstadt von Dorpat im russischen Gouvernement Livland. Die baltische Stadt wird nach dem Brand im klassizistischen Stil wieder aufgebaut. Johann Heinrich Bartholomäus Walther, ein deutschbaltischer Architekt, spielt eine zentrale Rolle beim Wiederaufbau.
- Einer Pockenepidemie an der Pazifikküste Nordamerikas fallen rund 30 % der Bevölkerung zum Opfer. Vor allem die Gegend um den Puget Sound ist schwer betroffen.
- Beim Ausbruch des Vulkans Gamalama auf der Insel Ternate in Niederländisch-Ostindien sterben etwa 1300 Menschen.

## Geboren

### Erstes Quartal
- 01. Januar: Johann Rudolph von Ahlefeldt, Gutsherr auf Ludwigsburg, Sehestedt und Saxtorff († 1848)
- 12. Januar: Joseph Gist, US-amerikanischer Politiker († 1836)

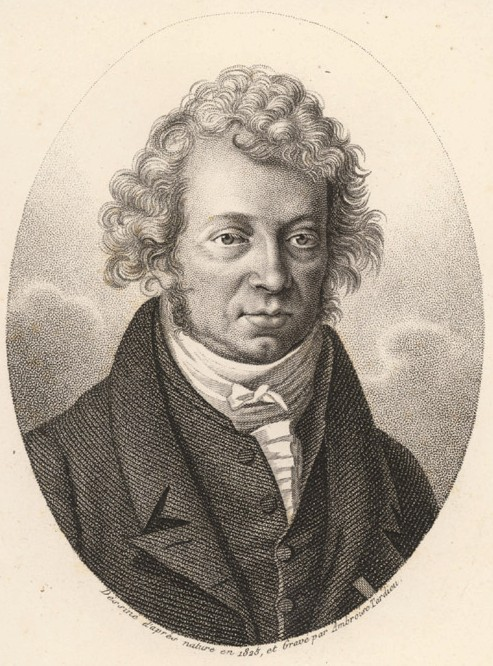
André-Marie Ampère

- 20. Januar: André-Marie Ampère, französischer Physiker und Mathematiker († 1836)
- 23. Januar: Pietro Colletta, neapolitanischer Kriegsminister († 1831)

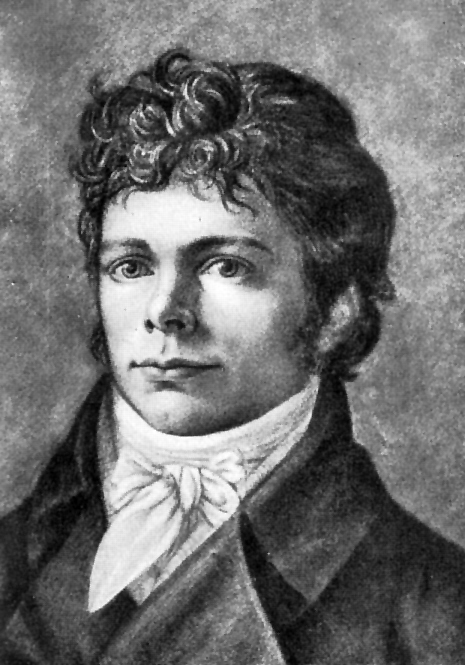
Friedrich Wilhelm Schelling, um 1800

- 27. Januar: Friedrich Wilhelm Joseph Schelling, deutscher Philosoph († 1854)
- 30. Januar: Walter Savage Landor, englischer Schriftsteller († 1864)
- 03. Februar: Maximilien Foy, französischer General und Staatsmann († 1825)
- 07. Februar: Johann Diederich Gries, deutscher Übersetzer († 1842)
- 08. Februar: Antonio Bertoloni, italienischer Botaniker († 1869)
- 08. Februar: Traugott Leberecht Hasse, deutscher Bergbau-Beamter und Schriftsteller († 1853)
- 09. Februar: Farkas Bolyai, ungarischer Mathematiker († 1856)
- 11. Februar: William Hall, US-amerikanischer Politiker († 1856)
- 12. Februar: Louisa Adams, First Lady der USA († 1852)
- 13. Februar: Josef Benignus Maus, deutscher Hochschullehrer, Professor und Historiker († 1856)
- 16. Februar: Zalmon Wildman, US-amerikanischer Politiker († 1835)
- 17. Februar: Heinrich Jacob Aldenrath, deutscher Miniaturmaler und Lithograf († 1844)
- 19. Februar: Pietro Antonio Bossi, italienischer Orgelbauer († 1848)
- 19. Februar: Thomas Pitt, 2. Baron Camelford, britischer Peer und Seeoffizier († 1804)
- 20. Februar: Victor Guy Duperré, französischer Baron und Admiral († 1846)
- 21. Februar: Karl Johann Jakob Schultheß, Schweizer Maler († 1855)
- 25. Februar: Carl von Baerensprung, preußischer Beamter († 1842)
- 26. Februar: Adolf Stieler, sächsischer Hofbeamter und Kartograf († 1836)
- 27. Februar: Thomas B. Robertson, US-amerikanischer Politiker († 1828)
- 28. Februar: Sophie Tieck, deutsche Dichterin († 1833)
- 07. März: Jeanne Labrosse, französische Ballonfahrerin und Fallschirmspringerin († 1847)
- 09. März: Constance Mayer, französische Malerin († 1821)
- 17. März: Ninian Edwards, US-amerikanischer Politiker († 1833)
- 19. März: Johann Rohr von Rohrau, österreichischer Generalmajor († 1855)
- 19. März: Ramsay Richard Reinagle, englischer Landschafts-, Porträt- und Tiermaler († 1862)
- 23. März: Gottlieb Bertrand, deutscher Autor († 1813)
- 24. März: Pauline Auzou, französische Malerin († 1835)
- 30. März: Hieronymus von Colloredo-Mansfeld, österreichischer General († 1822)
- 30. März: Johann Georg Gröber, österreichischer Orgelbauer († 1849)

### Zweites Quartal
- 08. April: Adam Albert von Neipperg, österreichischer General und Staatsmann († 1829)
- 14. April: Karl Ferdinand Becker, deutscher Arzt, Naturwissenschaftler, Pädagoge und Sprachforscher († 1849)
- 18. April: Christian Nicolaus von Evers, deutscher Bürgermeister in Lübeck († 1862)
- 22. April: Georg Hermes, deutscher Theologe und Philosoph († 1831)

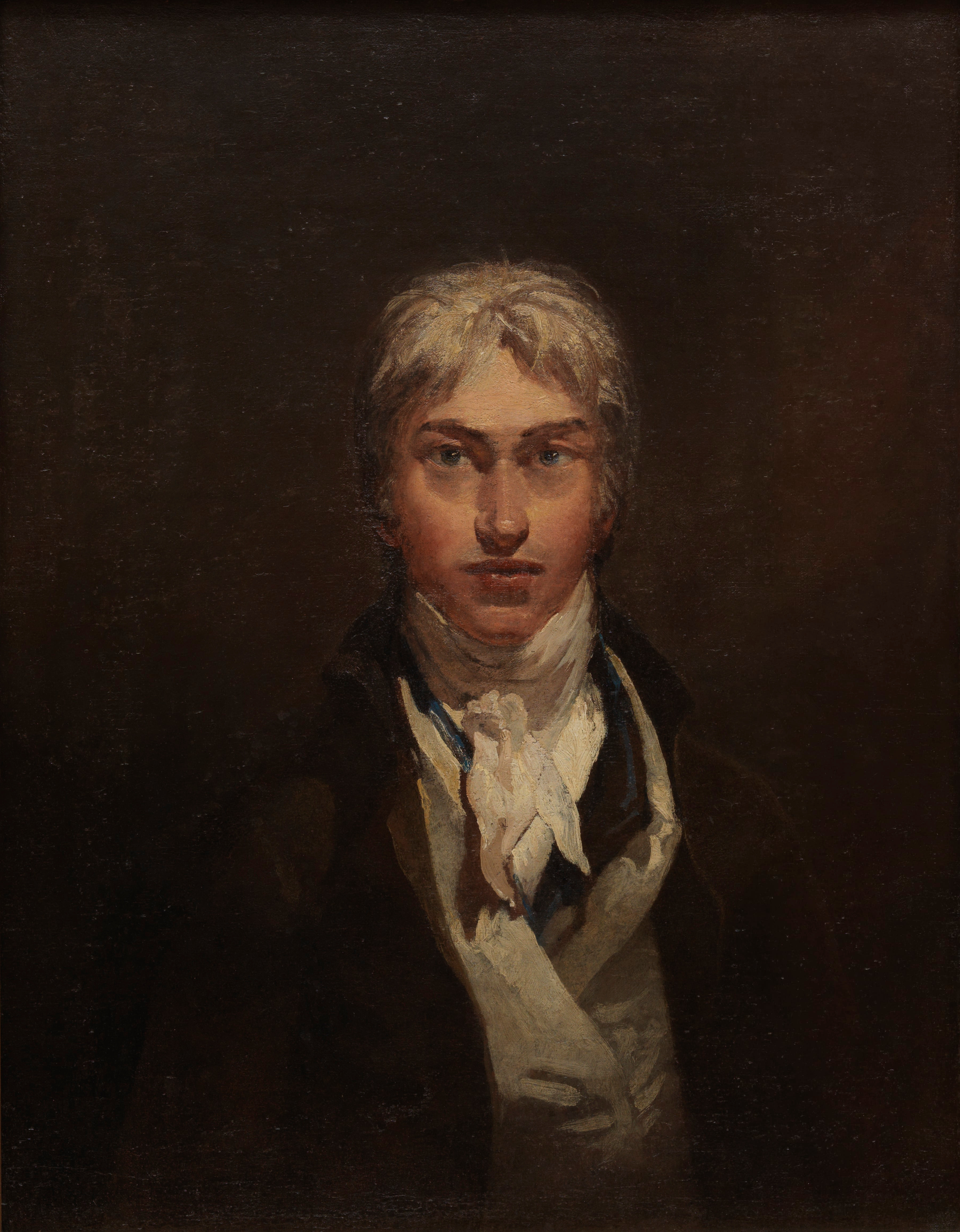
William Turner, 1798

- 23. April: William Turner, englischer Maler († 1851)
- 24. April: Jakob Salentin von Zuccalmaglio, deutscher Jurist und Politiker († 1838)
- 25. April: Charlotte Joachime von Spanien, Königin von Portugal und Brasilien († 1830)
- 30. April: Nicolás Rodríguez Peña, argentinischer Politiker († 1853)
- 05. Mai: Maria Clementine Martin, deutsche Klosterfrau und Erfinderin (Klosterfrau-Melissengeist) († 1843)
- 05. Mai: Alexander McNair, US-amerikanischer Politiker († 1826)
- 09. Mai: Heinrich Karl Ludwig Bardeleben, deutscher Jurist und Politiker († 1852)
- 21. Mai: Lucien Bonaparte, Bruder der Bonapartes († 1840)
- 30. Mai: Christian Kehrer, deutscher Maler († 1869)
- 30. Mai: József Kopácsy, ungarischer Erzbischof († 1847)
- 05. Juni: Christian Antze, deutscher Jurist und Politiker († 1845)

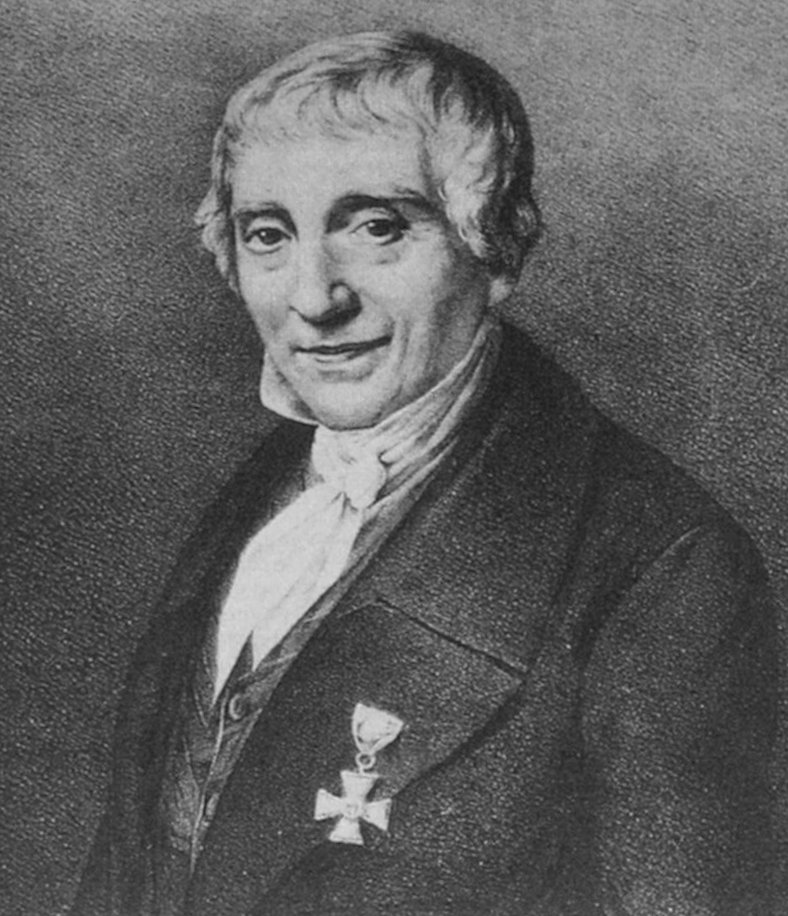
Georg Friedrich Grotefend

- 09. Juni: Georg Friedrich Grotefend, deutscher Sprachwissenschaftler († 1853)
- 12. Juni: Karl von Müffling, preußischer Generalfeldmarschall, Militärschriftsteller und Geodät († 1851)
- 13. Juni: Anton Radziwiłł, polnisch-preußischer Politiker, Großgrundbesitzer und Komponist († 1833)
- 18. Juni: Orsamus Cook Merrill, US-amerikanischer Politiker († 1865)
- 21. Juni: Giovanni Battista Maggi, Schweizer Anwalt, Militär, Politiker, Tessiner Staatsrat und Landammann († 1835)
- 23. Juni: Stephen Longfellow, US-amerikanischer Politiker († 1849)
- 23. Juni: Louis Malus, französischer Ingenieur und Physiker († 1812)
- 26. Juni: Johann Jakob Iven, preußischer Priester und Generalvikar († 1853)
- 28. Juni: Karl Wichmann, preußischer Bildhauer († 1836)
- 30. Juni: Carl Meisl, österreichischer Beamter und Dramatiker († 1853)

### Drittes Quartal
- 05. Juli: William Crotch, englischer Komponist und Organist († 1847)
- 09. oder 19. Juli: Matthew Lewis, englischer Schriftsteller († 1818)
- 11. Juli: Johann Friedrich Christian Düffer, Professor der Pharmakologie und Pharmazie († 1831)
- 18. Juli: Karl von Rotteck, deutscher Historiker und Politiker († 1840)
- 19. Juli: Camillo Filippo Ludovico Borghese, Fürst zu Sulmona und Rossano († 1832)
- 19. Juli: Pascual Liñán, spanischer Offizier und Kammerherr († 1855)
- 23. Juli: Eugène François Vidocq, französischer Krimineller und Kriminalist († 1857)
- 27. Juli: Therese Brunsvik, ungarische Adlige, Vertraute von Ludwig van Beethoven und Gründerin der Kindergärten in Ungarn († 1861)
- 02. August: José Ángel Lamas, venezolanischer Komponist († 1814)
- 05. August: Joseph Moralt, deutscher Musiker und Dirigent († 1855)
- 06. August: Daniel O’Connell, irischer Freiheitskämpfer († 1847)
- 06. August: Louis-Antoine de Bourbon, duc d’Angoulême, Sohn von König Karl X. von Frankreich († 1844)
- 09. August: Hans Caspar Escher, Schweizer Architekt und Industriepionier († 1859)
- 15. August: Karl Franz Anton von Schreibers, österreichischer Naturwissenschaftler († 1852)
- 17. August: Johann Baptist Türk, österreichischer Freiheitskämpfer († 1841)
- 20. August: Franz Dinnendahl, deutscher Konstrukteur der ersten Dampfmaschine im Ruhrgebiet († 1826)
- 22. August: François Péron, französischer Botaniker und Zoologe († 1810)
- 26. August: Wilhelm Joseph Behr, deutscher Jurist, Politiker und Schriftsteller († 1851)
- 01. September: Honoré-Charles Reille, französischer General, Marschall und Pair von Frankreich († 1860)
- 02. September: Juan Martín Díez, spanischer Widerstandskämpfer und Guerillaführer († 1825)
- 08. September: Moissei Iwanowitsch Karpenko, russischer Generalleutnant († 1854)
- 13. September: Laura Secord, kanadische Nationalheldin des Kriegs von 1812 († 1868)
- 14. September: Johann David Naumann, preußischer Jurist († 1824)
- 23. September: Elisabeth von Adlerflycht, deutsche Malerin und Erfinderin des Rheinpanoramas († 1846)
- 23. September: Jens Christian Berg, norwegischer Jurist und Historiker († 1852)
- 25. September: Ernst Georg Julius Hecht, deutscher Jurist († 1840)
- 28. September: Johann Adam von Itzstein, deutscher Politiker († 1855)
- 30. September: Rudolf Abraham von Schiferli, Schweizer Chirurg und Professor († 1837)

### Viertes Quartal
- 01. Oktober: Georg von Stengel, deutscher Beamter († 1824)
- 03. Oktober: Isaac von Sinclair, deutscher Diplomat und Schriftsteller († 1815)
- 05. Oktober: Anton Klein, deutscher Politiker († 1853)
- 06. Oktober: Johann Anton André, deutscher Komponist und Musikverleger († 1842)
- 10. Oktober: Franz Raffl, Verräter des Tiroler Freiheitskämpfers Andreas Hofer († 1830)
- 16. Oktober: Thaddäus Damm, Beamter während der Habsburgermonarchie († 1826)
- 18. Oktober: John Vanderlyn, US-amerikanischer Maler († 1852)
- 19. Oktober: Kamma Rahbek, dänische Salonnière († 1829)
- 26. Oktober: Hans Moritz Hauke, deutscher Berufssoldat in Napoleons Armee, dann in der russischen Armee († 1830)
- 27. Oktober: Traugott Maximilian Eberwein, deutscher Komponist und Dirigent († 1831)
- 28. Oktober: José de Palafox y Melci, spanischer Adliger und General († 1847)
- 30. Oktober: Catterino Cavos, russischer Komponist italienischer Herkunft († 1840)
- 30. Oktober: Wilhelm Ludwig Viktor Henckel von Donnersmarck, preußischer Generalleutnant († 1849)
- 31. Oktober: Antonín Machek, tschechischer Maler († 1844)
- 01. November: Andreas Kretzschmer, deutscher Jurist und Volksliedforscher († 1839)
- 06. November: Joseph Leonhard Knoll, böhmischer Pädagoge († 1841)
- 11. November: Jean-Guillaume Audinet-Serville, französischer Entomologe († 1858)
- 13. November: Rémy-Isidore Exelmans, französischer Marschall († 1852)
- 13. November: Friedrich Karl Ludwig Textor, deutscher Jurist und Mundartschriftsteller († 1851)
- 14. November: Paul Johann Anselm von Feuerbach, sächsischer Rechtsgelehrter, Begründer der modernen deutschen Strafrechtslehre († 1833)
- 16. November: Friedrich von Klinckowström, preußischer Gutsbesitzer und Politiker († 1856)
- 17. November: Daniel Amadeus Neander, deutscher evangelischer Theologe und Bischof von Berlin († 1869)
- 18. November: Friedrich von Motz, preußischer Staatsmann, Finanzminister, Regierungspräsident († 1830)
- 19. November: Johann Karl Wilhelm Illiger, deutscher Zoologe und Entomologe († 1813)
- 20. November: Gustav Anton von Seckendorff, deutscher Dichter und Schriftsteller († 1823)
- 21. November: Johann Georg Christian Apel, deutscher Organist und Komponist († 1841)
- 23. November: Clemens Wenzeslaus Coudray, deutscher Architekt und Oberbaudirektor († 1845)
- 27. November: Johann-Conrad Appenzeller, schweizerischer Pfarrer und Volksschriftsteller († 1850)
- 04. Dezember: Francisco Xavier de Garaycoa, ecuadorianischer Erzbischof († 1859)
- 06. Dezember: Nicolas Isouard, maltesischer Komponist († 1818)
- 11. Dezember: Tommaso Rima, Schweizer Militärarzt († 1843)
- 14. Dezember: Thomas Cochrane, britischer Politiker und Freiheitskämpfer († 1860)
- 15. Dezember: Phineas Riall, britischer General († 1850)
- 16. Dezember: François-Adrien Boieldieu, französischer Opernkomponist († 1834)
- 16. Dezember: Jane Austen, englische Schriftstellerin († 1817)
- 17. Dezember: François-Marius Granet, französischer Maler († 1849)
- 19. Dezember: Franz von Unterrichter, Südtiroler Dichter, Jurist und Politiker sowie Mitglied der Frankfurter Nationalversammlung († 1867)
- 25. Dezember: Wilhelm Ernst Schwabe, deutscher Jurist († 1851)
- 25. Dezember: Antun Sorkočević, kroatischer Komponist, Schriftsteller und Diplomat († 1841)
- 26. Dezember: Anton Carl Ludwig von Tabouillot, französisch-deutscher Gutsbesitzer, preußischer Hauptmann und Bürgermeister von Essen († 1813)
- 28. Dezember: João Domingos Bomtempo, portugiesischer Komponist, Pianist, Dirigent und Musikorganisator († 1842)
- 29. Dezember: Carlo Rossi, italienisch-russischer Architekt († 1849)

### Genaues Geburtsdatum unbekannt
- Manuel de Arzú y Delgado de Nájera, nicaraguanischer Politiker († 1835)
- William C. C. Claiborne, US-amerikanischer Politiker († 1817)
- Samuel Daniell, britischer Maler († 1811)
- William Kennedy, US-amerikanischer Politiker († 1826)
- Allan B. Magruder, US-amerikanischer Politiker († 1822)
- Pōtatau Te Wherowhero, Häuptling der Māori-Iwi in der Region Waikato und erster König der Māori in Neuseeland († 1860)
- József Ruzitska, ungarischer Komponist († nach 1823)
- Nikolaos Stournaris, griechischer Armatole, General und Freiheitskämpfer († 1826)
- Robert Tinkler, britischer Seemann auf der Bounty († 1820)
- James J. Wilson, US-amerikanischer Politiker († 1824)

## Gestorben

### Erstes Halbjahr
- 01. Januar: Ahmad Shah, Großmogul von Indien (* 1725)
- 03. Januar: Heinrich Gottfried Koch, deutscher Schauspieler und Theaterunternehmer (* 1703)

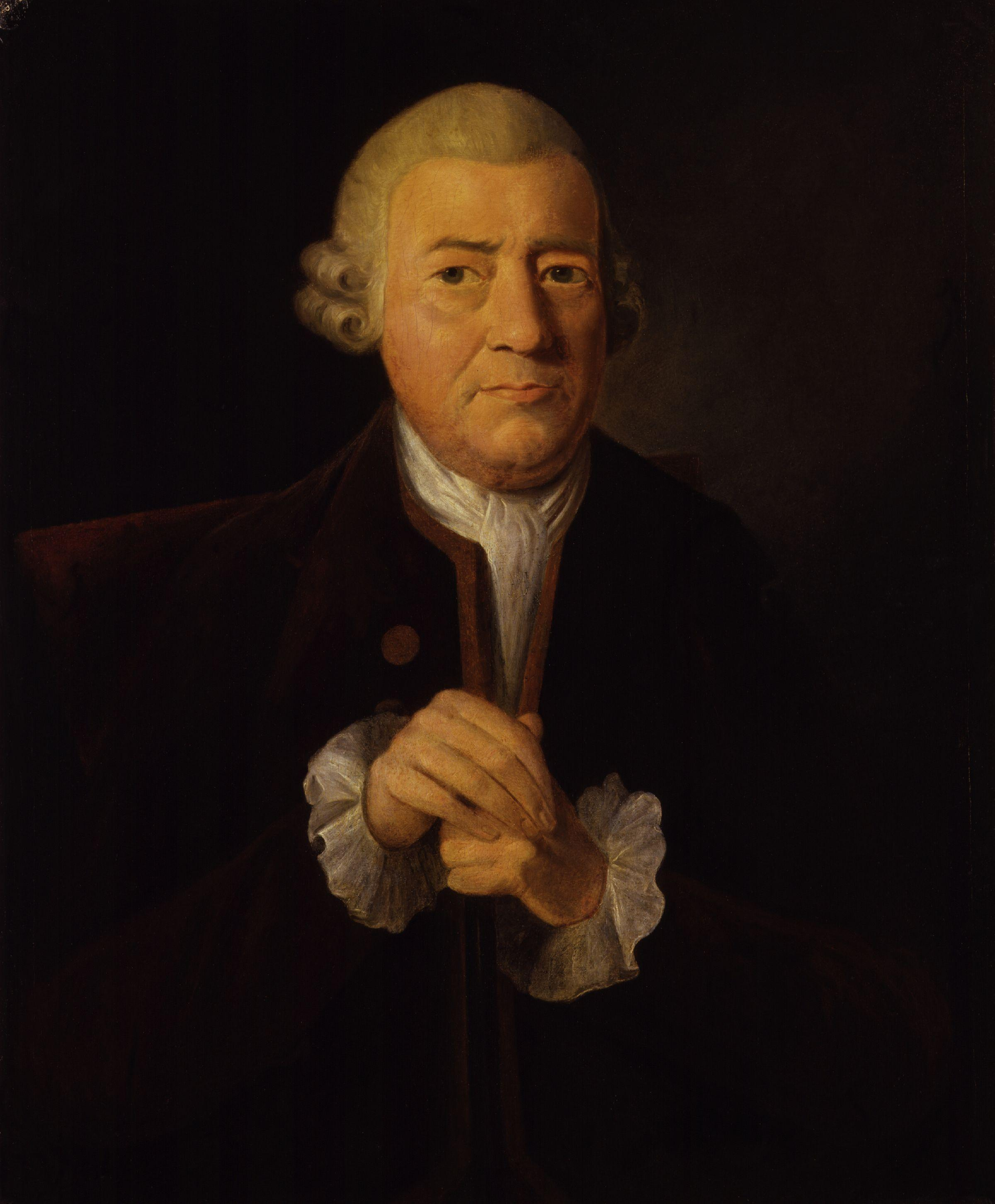
John Baskerville

- 08. Januar: John Baskerville, englischer Typograph, Schreibmeister und Drucker (* 1706)
- 13. Januar: Étienne Parrocel, französischer Maler (* 1696)
- 13. Januar: Johann Georg Walch, thüringischer evangelischer Theologe (* 1693)
- 15. Januar: Giovanni Battista Sammartini, italienischer Komponist (* 1700 oder 1701)
- 19. Januar: Johann Adam Löw, deutscher evangelischer Geistlicher (* 1710)
- 21. Januar: Jemeljan Pugatschow, russischer Don-Kosake und Anführer des Bauernaufstands (* um 1742)
- 21. Januar: Johann Jakob Joseph Sündermahler, deutscher Rechtsgelehrter und Hochschullehrer (* 1712)
- 25. Januar: Georg Friedrich Schmidt, deutscher Kupferstecher, Radierer und Maler (* 1712)
- 26. Januar: Domingo de Boenechea, spanischer Seefahrer und Entdecker (* 1713)
- 26. Januar: Johann Gregorius Höroldt, deutscher Porzellanmaler (* 1696)
- 05. Februar: Eusebius Amort, bayrischer katholischer Theologe (* 1692)
- 19. Februar: Goswin Lubbert von Ketteler zu Harkotten, Domherr in Münster (* 1719)
- 25. Februar: William Small, schottischer Aufklärer und Mitbegründer der Lunar Society (* 1734)
- 11. März: Georg Ludwig Avenarius, thüringischer Jurist und preußischer Resident (* 1699)
- 01. April: Johann Friedrich Funk, Schweizer Bildhauer (* 1706)
- 24. April: John Rutty, englischer Mediziner, Chemiker und Naturforscher (* 1697)
- 27. April: Peter Böhler, deutscher evangelischer Missionar und Bischof der Herrnhuter Brüdergemeine (* 1712)
- 05. Mai: Karl Joseph Riepp, deutscher Orgelbauer (* 1710)
- 09. Mai: Vittoria Tesi, italienische Opernsängerin (* 1701)
- 10. Mai: Charlotte Ackermann, deutsche Schauspielerin (* 1757)
- 10. Mai: Caroline Mathilde von Großbritannien, dänische Königin (* 1751)
- 12. Mai: Friederike von Sachsen-Altenburg-Gotha, Herzogin von Sachsen-Weißenfels (* 1715)
- 16. Mai: Veitel Heine Ephraim, königlich preußischer Hoffaktor und Bankier (* 1703)
- 17. Mai: Carlo Carlone, italienischer Maler (* 1686)
- 17. Mai: Johann Joachim Kändler, Medailleur der Meißner Porzellanmanufaktur (* 1706)
- 22. Mai: Emanuel Filibert von Waldstein, böhmischer Adliger (* 1731)
- 27. Mai: Joachim Hinrich Nicolaßen, deutscher Baumeister (* vor 1700)
- 15. Juni: Johann Anton Aigner, österreichischer fürstbischöflicher geistlicher Rath und Pfarrer (* 1702)
- 17. Juni: John Pitcairn, britischer Marineoffizier, in Boston stationiert (* 1722)
- 17. Juni: Joseph Warren, britisch-amerikanischer Arzt und erster Rebell, der im Amerikanischen Unabhängigkeitskrieg fiel (* 1741)
- 21. Juni: Karl, Fürst von Nassau-Usingen (* 1712)
- 23. Juni: James Abercrombie junior, britischer Offizier im Franzosen- und Indianerkrieg (* 1732)
- 27. Juni: Ignaz Günther, deutscher Bildhauer (* 1725)

### Zweites Halbjahr
- 11. Juli: Simon Boerum, Delegierter des Staates New York im Kontinentalkongress (* 1724)
- 20. Juli: Anna Maria Strada del Pò, italienische Opernsängerin und Händel-Interpretin (* um 1703)
- 30. Juli: Daniel Heinrich Arnoldt, deutscher evangelischer Theologe (* 1706)
- 30. Juli: Christian Reichart, deutscher Begründer des Gartenbaus (* 1685)
- 09. August: Johann Ernst Gotzkowsky, preußischer Kaufmann (* 1710)
- 13. August: Michał Fryderyk Czartoryski, Großkanzler von Litauen (* 1696)
- 16. August: Jacob Langebek, dänischer Historiker (* 1710)
- 24. September: Emanuel Büchel, Schweizer Bäcker, Zeichner, Topograph und Aquarellist (* 1705)
- 21. Oktober: Maria Wilhelmina von Auersperg, österreichische Adelige und Hofdame Maria Theresias (* 1738)
- 21. Oktober: Peyton Randolph, erster Präsident des amerikanischen Kontinentalkongresses (* 1721)
- 21. Oktober: Julius Heinrich Schwarze, deutscher Baumeister (* um 1706)
- 03. November: Juan José Pérez Hernández, spanischer Seefahrer und Entdecker (* um 1725)
- 05. November: Christian IV., Herzog von Pfalz-Zweibrücken (* 1722)
- 21. November: John Hill, englischer Schriftsteller und Botaniker (* um 1705)
- 24. November: Lorenzo Ricci, italienischer Ordensgeneral (* 1703)
- 01. Dezember: Thomas von Fritsch, sächsischer Staatsmann (* 1700)
- 07. Dezember: Charles Saunders, britischer Admiral der Royal Navy und erster Lord der Admiralität (* 1715)
- 15. Dezember: Jelisaweta Alexejewna Tarakanowa, russische Thronprätendentin (* um 1750)
- 31. Dezember: Richard Montgomery, amerikanischer General im Amerikanischen Unabhängigkeitskrieg (* 1738)

### Genaues Todesdatum unbekannt
- Jacques Fleury, französischer Schriftsteller, Librettist und Komponist (* 1730)